# Перикл
Пери́кл (др.-греч. Περικλῆς, от περί + κλέος, — «окружённый славой»; примерно 494/493—429 годы до н. э.) — древнегреческий государственный деятель, один из «отцов-основателей» афинской демократии, знаменитый оратор и полководец. Принадлежал к древней аттической аристократии, был сыном видного политика Ксантиппа из рода Бузигов и Агаристы из рода Алкмеонидов.
Первое упоминание о Перикле в сохранившихся источниках относится к 473/472 году до н. э., начало политической карьеры — к 460-м годам до н. э. Вначале Перикл принадлежал к аристократической «партии», позже, несмотря на своё происхождение, перешёл на сторону демократов. Совместно с Эфиальтом он добился изгнания Кимона, ограничил полномочия аристократического органа власти — Ареопага. После гибели Эфиальта в 461 году до н. э. Перикл возглавил демократическую «партию». Он активно участвовал в Малой Пелопоннесской войне 460—445 годов до н. э. со Спартой и её союзниками, причём в начале войны находился на второстепенных ролях, но под конец стал наиболее влиятельным политиком Афин. Своими реформами Перикл обеспечил доступ к государственным должностям для бедных граждан, ограничил влияние родовой знати, сделал более регулярной работу Народного собрания. Всё это означало продолжение демократизации Афин. Перикл инициировал масштабное строительство, благодаря которому на Афинском Акрополе появились Парфенон, Пропилеи, статуя Афины Промахос.
В 444/443 году до н. э. Перикл добился изгнания своего главного политического оппонента — Фукидида, сына Мелесия. После этого он стал фактическим руководителем Афинского полиса, хотя формально оставался только одним из 10 ежегодно переизбираемых военачальников-стратегов (по-видимому, его избирали 15 раз подряд). Власть Перикла основывалась исключительно на его личном авторитете и влиянии. Внутри полиса у него не было серьёзных конкурентов, а во внешней политике Перикл добивался упрочения власти Афин над союзниками и продолжения экспансии. Он лично руководил осадой Самоса во время Самосской войны (440—439 годы до н. э.), Понтийской экспедицией (предположительно 437/436 год до н. э.). Периклу приписывают план ведения Пелопоннесской войны, начавшейся в 431 году до н. э., причём некоторые античные авторы утверждают, что он эту войну развязал или, как минимум, приблизил своей неуступчивостью. Действия спартанской армии вызвали политический кризис в Афинах, вскоре началась эпидемия чумы. В результате Перикл начал терять своё влияние и в 429 году до н. э. умер; возможно, он стал жертвой эпидемии.
При Перикле Афины стали культурным центром Эллады. В круг его друзей входили наиболее знаменитые древнегреческие интеллектуалы, в том числе «отец истории» Геродот, философ Анаксагор, архитектор Фидий. В историографии с XVIII века используется понятие «Периклов век» или «эпоха Перикла», которое ассоциируется с периодом наивысшего культурного развития Древней Греции, пиком могущества Афин. Перикл характеризуется как великий политический деятель в трудах Фукидида и Плутарха. Схожие оценки (во многом под влиянием этих писателей) звучат и в работах историков Нового и Новейшего времени.

## Биография

### Происхождение
Перикл принадлежал к древней аттической аристократии, которая вела своё происхождение от мифологических героев. По мужской линии он был представителем знатного жреческого рода Бузигов, основанного, согласно легенде, одним из спутников героя-земледельца Триптолема и предположительно связанного родством с афинской царской династией Кодридов. Резиденция той ветви Бузигов, к которой принадлежал Перикл, находилась в деме Холарг городской триттии филы Акамантида, совсем рядом с Афинами, и с этой близостью было связано активное участие семьи в жизни полиса. Один из предков Перикла Арифрон (возможно, прапрадед) был близок к тирану Писистрату, дед Перикла, тоже Арифрон, был пританом (старостой) одной из навкрарий — военных округов Аттики.
По женской линии Перикл был потомком Алкмеонидов — одного из самых знатных и влиятельных родов Аттики, происходившего, по разным мнениям, от местных автохтонов или от Нелеидов, царей Пилоса в Мессении. Дед Перикла, по одной из гипотез, был женат на представительнице этого рода, сестре реформатора Клисфена и Гиппократа. Сын Арифрона Ксантипп женился на своей предполагаемой двоюродной сестре Агаристе, дочери Гиппократа, которая стала матерью Перикла. Для последнего происхождение от Алкмеонидов стало важным и неоднозначным фактором; с одной стороны, его предки по матери были заметно знатнее и влиятельнее предков по отцу, но с другой, их считали ответственными за убийство в VII веке до н. э. сторонников Килона, прибегнувших к защите божества. Поэтому Алкмеониды и их потомки считались «осквернённым», «проклятым» родом, и враги Перикла не раз пытались использовать это против него.
В числе предков Перикла по матери были и тираны. Агариста получила своё имя в честь бабки по отцу, дочери тирана Сикиона Клисфена, а её мать была дочерью Гиппия, тирана Афин. Таким образом, Перикл приходился праправнуком Писистрату; именно с этим могло быть связано внешнее сходство между двумя политиками, которое, по словам Плутарха, замечали во времена молодости Перикла «очень старые люди».
Кроме Перикла, у Ксантиппа и Агаристы родились сын Арифрон (кто из братьев был старше, неясно) и дочь, чьё имя неизвестно. Имя Перикл, означающее «окружённый славой», было редким в Афинах и не зафиксировано у других членов семьи; по мнению историка И. Е. Сурикова, оно образовано от имени Периклимен, которое носил легендарный внук Посейдона, один из Нелеидов. Прямой потомок Периклимена Кодр был последним афинским царём и ценой своей жизни спас Аттику от завоевания дорийцами. Возможно, называя сына таким именем, Ксантипп и Агариста подчёркивали древность генеалогической традиции своих родов.

### Ранние годы
Перикл родился примерно в 494 или 493 году до н. э. Его детство проходило в тревожной обстановке 480-х годов до н. э., когда усилилась персидская угроза и обострилась внутриполитическая борьба. Остракофории, инициированные вождём «народной партии» Фемистоклом, были направлены в первую очередь против Алкмеонидов: в 486 году до н. э. был изгнан Мегакл, дядя Перикла по матери, а в 484 году до н. э. остракизму подвергли отца Перикла. Эти события оставили тяжёлый след в душе мальчика и заставили его осознать высокие риски, связанные с борьбой за власть над Афинами; отсюда боязнь остракизма, которую чувствовал Перикл во взрослой жизни.
Ксантиппу пришлось покинуть Аттику, а его семья осталась на родине, сохранив имущество и всю совокупность гражданских прав. Сохранившиеся источники почти ничего не сообщают об этом периоде в жизни Перикла и, в частности, о его образовании, но известно, что программа обучения аристократов в то время была довольно поверхностной и не предусматривала углублённое изучение какого-либо предмета. Плутарх пишет, что музыке Перикла учили Дамон и Пифоклид, а философии — Зенон Элейский и Анаксагор. Однако, по современным оценкам, эти люди были примерно ровесниками Перикла, а значит, не могли учить его в юности.
В 480 году до н. э., когда Афинам угрожало нашествие персов, подвергнутым остракизму гражданам разрешили вернуться на родину. Ксантипп возглавил афинский флот и одержал победу при Микале совместно со спартанским царём Леотихидом II (479 год до н. э.). Между двумя командующими сложились хорошие взаимоотношения: был даже заключён союз гостеприимства-побратимства, проксения, который действовал и между потомками флотоводцев, включая Перикла. На глазах у последнего в эти годы происходили крайне драматичные события: персы взяли Афины и сожгли акрополь, греки в один день изменили ход войны, разгромив вражеский флот при Саламине, после первых успехов начались раздоры между союзниками, Афинами и Спартой. Всё это должно было подтолкнуть юного аристократа к простым выводам, имевшим принципиальное значение для политического курса, которого он придерживался в зрелом возрасте. Перикл должен был оценить жизненную необходимость для Афин мощных укреплений, которые бы защищали город от нападений со стороны суши, и ключевое значение флота. Кроме того, он должен был понять, что не стоит слишком доверять былым соратникам — в частности, Спарте.
В возрасте 18 лет (предположительно летом 476 или 475 года до н. э.) Перикл должен был поступить на военную службу, обязательную для всех афинских юношей. В течение двух лет мобилизованные учились обращаться с оружием и сражаться в строю, участвовали в манёврах и в патрулировании границы, а потом приносили торжественную клятву на верность общине и зачислялись в резерв.

### Возвышение

#### Начало карьеры
Плутарх, рассказывая о молодости Перикла, сообщает, что тот «в походах был храбр и искал опасностей». О каких именно кампаниях идёт речь, биограф не уточняет, но известно, что в 470-х — начале 460-х годов до н. э. Афины продолжали войну с персами в разных частях Эгеиды. Эти боевые действия не отличались размахом; тем не менее участие в них, по-видимому, обеспечило Перикла опытом, необходимым для продолжения карьеры.
Первое упоминание о Перикле относится к 473 или 472 году до н. э. Молодой аристократ выступил в роли хорега, поставив на свои деньги во время Великих Дионисий тетралогию Эсхила — цикл, включавший трагедии «Персы», «Финей» и «Главк Потнийский», а также сатировскую драму «Прометей-огневозжигатель». По видимому, это было выполнение литургии, унаследованной Периклом от отца, который умер незадолго до этого. Театральные представления во время Великих Дионисий имели огромную общественную значимость, и Перикл добился успеха: поставленные им пьесы заняли в состязании первое место.
Как представитель знатного рода, обладатель богатства и разветвлённых родственных связей, Перикл должен был с ранних лет выделяться на общем фоне и принимать активное участие в афинской политической жизни. В молодости он принадлежал к аристократической «партии», образовавшейся примерно в 480 году до н. э. благодаря союзу Алкмеонидов, Филаидов и Кериков и противостоявшей «народной» партии во главе с Фемистоклом. Вероятно, поэтому в трагедии «Персы», которую Перикл поставил на сцене, Фемистокл совсем не упоминается, хотя речь там идёт о Саламинской битве. В 471/470 году до н. э. Фемистокла подвергли остракизму, и в последующие годы самым влиятельным политиком Афин был Филаид Кимон; Перикл, по-видимому, принадлежал к окружению последнего, оставаясь на втором плане.
Всё изменилось в 460-х годах до н. э., когда Перикл достиг 30-летнего возраста и получил, таким образом, всю совокупность гражданских прав (в том числе возможность баллотироваться на должность стратега). В Афинах к тому моменту ощущался дефицит ярких политиков: как пишет Плутарх, «Аристид умер, Фемистокл был в изгнании, а Кимона походы удерживали по большей части вне Эллады», так что перед Периклом открылись прекрасные перспективы. Несмотря на своё происхождение, сын Ксантиппа повёл себя как сторонник демократии. Это могло быть связано с его политическими взглядами, с идейным влиянием Фемистокла, но могло быть и тактическим приёмом в борьбе с вождём аристократической «партии» Кимоном за влияние. Особенно чётко последнюю версию сформулировал Плутарх: по его словам, Перикл выбрал такой политический курс «вопреки своим природным наклонностям, совершенно не демократическим. По-видимому, он боялся, как бы его не заподозрили в стремлении к тирании, а кроме того видел, что Кимон стоит на стороне аристократов и чрезвычайно любим ими. Поэтому он и заручился расположением народа, чтобы обеспечить себе безопасность и приобрести силу для борьбы с Кимоном».

#### Перикл и Эфиальт. Реформа Ареопага
Перикл часто выступал с речами в Народном собрании и в судах, причём демонстрировал выдающееся красноречие, из-за которого (по одной из версий) получил прозвище «Олимпиец». Он высказывался и против Кимона — сначала осторожно, но постепенно усиливая напор. В 464/463 году до н. э. Перикл впервые занял должность стратега. Вместе с коллегой, Эфиальтом, он предпринял морской поход в Восточное Средиземноморье, контролировавшееся персами, и вернулся домой, не встретив ни одного персидского корабля. Цель этой экспедиции остаётся неясной: возможно, Перикл с Эфиальтом хотели добиться разрыва заключённого незадолго до этого с Ахеменидской державой мирного договора и дискредитировать таким образом Кимона, либо пытались повысить свою популярность внутри полиса, либо их целью было просто продемонстрировать персам мощь Афин.
Вскоре после этого похода Кимон был привлечён к суду по делу о взятке, а Перикл стал одним из десяти обвинителей (463 или 462 год до н. э.). По словам Стесимброта Фасосского, накануне процесса сестра Кимона Эльпиника пришла к Периклу домой, чтобы просить за брата. Тот ответил с улыбкой: «Стара ты стала, Эльпиника, чтобы браться за такого рода дела», но в суде оказался «очень снисходителен». В результате был вынесен оправдательный приговор.
В дальнейшем позиции Кимона заметно ослабели из-за внешнеполитических неудач, и на этом фоне активизировалась демократическая «партия» во главе с Эфиальтом, в которой Перикл занимал видные позиции (некоторые исследователи полагают даже, что он был истинным вождём, а Эфиальт — орудием в его руках). Демократы использовали ситуацию, чтобы провести важную политическую реформу — ограничить полномочия Ареопага, главного оплота аристократии и олигархии. Кимон заявил протест, но не нашёл поддержки и был подвергнут остракизму; по разным данным, он ушёл в изгнание до преобразований или сразу после них (461 год до н. э.).
Реформу Ареопага античные авторы описывают по-разному. Диодор Сицилийский и Плутарх называют Эфиальта единственным её автором, у Аристотеля Эфиальт — всего лишь первый реформатор, чьё дело после 451 года до н. э. продолжил Перикл. Согласно Филохору, Эфиальт отнял у Ареопага все функции, за исключением уголовного судопроизводства; согласно Аристотелю, отняты были «дополнительно приобретённые… права», связанные с «охраной государственного порядка». Все эти сообщения стали предметом историографической дискуссии, но учёные согласны с тем, что суть изменений состояла в уменьшении власти Ареопага и, соответственно, в усилении власти демоса. Часть полномочий Ареопага перешла к государственному совету, Народному собранию и суду, Ареопаг лишился права надзора за соблюдением законов (др.-греч. νομοφυλακία). Это было достигнуто путём введения магистратуры номофилаков (по данным одного из источников) или «жалоб на противозаконие» (др.-греч. γραφή παρανόμων), которые теперь следовало подавать в суд. Если ранее Ареопаг мог отменять решения Народного собрания, то после реформы он лишился этого права. Кроме того, этот орган власти утратил:
- право рассмотрения обвинений в преступлениях, которые угрожают государству, — исангелий[63];
- право проведения докимасий — проверки человека на соответствие определённым критериям перед занятием государственных должностей (правда, не все исследователи согласны с тем, что это право до реформы принадлежало Ареопагу[64][65]);
- право рассматривать отчёты должностных лиц.

Благодаря реформе афинская демократия приобрела свой завершённый классический облик. С этим преобразованием связывают появление самого термина «демократия» (др.-греч. δημοκρατία) и наступление так называемого «Периклова века» — времени наивысшего расцвета Афин.
Вскоре после реформы Эфиальт был убит. Обстоятельства его смерти остаются неясными, и некоторые античные авторы (в частности, Идоменей из Лампсака) называют заказчиком убийства Перикла, ставшего теперь вождём демократической «партии»; впрочем, исследователи не считают эту версию правдоподобной. По мнению латвийского историка Х. Туманса, убийство Эфиальта стало следствием осторожности Перикла: последний провёл руками своего союзника реформу Ареопага, которую многие афиняне восприняли враждебно, и таким образом подставил Эфиальта под удар, а сам остался в тени.

#### Малая Пелопоннесская война
Во внешнеполитической сфере Перикл выступал за экспансию и демонстрацию силы по отношению к Спарте. Он принял активное участие в Малой Пелопоннесской войне (460—445 годы до н. э.) и в первые годы этого конфликта, возможно, избирался стратегом. Впрочем, наиболее влиятельными и прославленными полководцами в той войне были Миронид, Толмид и Леократ, а Перикл (по крайней мере, в начале конфликта) оставался на втором плане.
Первое сообщение об участии Перикла в военных действиях связано с битвой при Танагре в 457 году до н. э., когда афинская армия была побеждена спартанцами. Перед боем в лагере афинян появился изгнанник Кимон, который хотел сражаться на стороне соотечественников. Формально он не нарушал при этом закон, так как остракизм предполагал изгнание только из Аттики, а Танагра находилась в Беотии; однако сторонники Перикла заявили, что Кимон, известный своими симпатиями к Спарте, замыслил предательство, и потребовали его ухода. Поэтому Совет Пятисот запретил стратегам принимать Кимона в войско. Изгнанник удалился, а его сторонники продемонстрировали в бою небывалую храбрость, чтобы, по словам Плутарха, «подвигами своими оправдаться перед согражданами». Перикл при Танагре тоже «сражался особенно храбро, не щадя жизни, и отличился перед всеми» (был ли он тогда рядовым воином или стратегом в подчинении у Миронида, остаётся неясным). Вскоре после этого, видя, что демос сочувствует Кимону, Перикл инициировал принятие закона, разрешавшего этому политику досрочно вернуться в Афины. Таким образом Перикл продемонстрировал политическую гибкость и умение прислушиваться к общественному мнению.
Вторая описанная в источниках военная кампания с участием Перикла датирована 455 или 454/453 годом до н. э. Перикл (на тот момент стратег) получил под своё начало флот в 50 или 100 кораблей с тысячей гоплитов на борту. Выйдя из гавани Паги в Мегариде, он направился к Сикиону, разбил местных жителей и осадил их город, но вскоре снял осаду, так как узнал о приближении спартанской армии. Затем Перикл добился (по одной из версий античной традиции) перехода на сторону Афин региона Ахея на севере Пелопоннеса, переправился через Коринфский залив в Центральную Грецию и опустошил Акарнанию. Узнав о тяжёлых поражениях афинян в Египте, он был вынужден снять осаду с союзных Коринфу Эниад и вернуться домой.
Следующая военная экспедиция под командованием Перикла стала частью Второй Священной войны. Союзники Афин фокидяне заняли священный для греков город Дельфы, спартанцы его освободили, и тогда на Дельфы двинулось войско афинян под командованием Перикла, вернувшее этот город под власть Фокидского союза. Боевые действия прошли в промежутке между 449 и 447 годами до н. э. Афиняне в результате получили особые права при посещении Дельфийского оракула.
Вмешательство Афин в дельфийские дела было негативно воспринято в других греческих полисах. По всей видимости, это стало одной из причин восстания в 447 году до н. э. в Беотии, которая до этого 10 лет находилась под контролем Афин. В Народном собрании Толмид (возможно, при поддержке Клиния) настаивал на походе против восставших. Перикл возражал, утверждая, что Афины не смогут удерживать в повиновении многолюдные и богатые территории Центральной Греции, и предлагал хотя бы отложить поход; возможно, он понимал, что попытка удержать Беотию закончится тяжёлым поражением. Однако Толмиду удалось убедить афинян в необходимости похода. Он лично возглавил армию, попал в засаду и в битве при Коронее был разгромлен и убит. Беотия оказалась навсегда потерянной для Афин.
Поражение Толмида привело к восстанию на Эвбее. Афинская армия во главе с Периклом переправилась на остров, но в это время взбунтовались Мегары, на помощь которым пришла спартанская армия под командованием царя Плистоанакта. Спартанцы вторглись в Аттику, опустошили страну и дошли до Элевсина и Фриасийской равнины в непосредственной близости от Афин. Ситуация стала очень серьёзной, так что Периклу пришлось вернуться с Эвбеи; он не решился вступить в бой с сильным врагом, но Плистоанакт вскоре сам увёл армию домой (446 год до н. э.). Некоторые античные авторы утверждают, будто Периклу удалось подкупить царя и его советника Клеандрида. Историки, как правило, относятся к этим сообщениям скептически, хотя некоторые не исключают подкуп. Существует и гипотеза о том, что Плистоанакт действительно вёл переговоры с Периклом, но не о взятке, а о заключении мира на выгодных для Спарты условиях.
Вскоре был заключён Тридцатилетний мир, по условиям которого афиняне отказывались от всех земель и городов, занятых ими на Пелопоннесе и в Мегариде, но Спарта признавала их власть над членами морского союза. По оценкам как древних авторов, так и современных антиковедов этот договор был блестящей дипломатической победой Афин: они потеряли только то, что не могли удержать с более слабой (по сравнению со спартанской) армией, сохранили своё господство в Эгейском море и возможность беспрепятственно завозить зерно из Причерноморья. Однако мир был крайне шатким. В условиях, когда установился баланс двух сил, Пелопоннесского и Афинского союзов, любой конфликт между второстепенными участниками этих коалиций мог стать началом общегреческой войны. Плутарх утверждает со ссылкой на Теофраста, что Перикл после заключения договора ежегодно посылал в Спарту большую сумму денег в качестве взятки, с помощью которой он оттягивал начало нового конфликта. Возможно, это только пересказ слухов, но в афинском бюджете в это время действительно появилась статья расходов «на необходимое» (др.-греч. εις то δέον), по которой Перикл ежегодно без отчёта расходовал 10 талантов.
После заключения мира со Спартой Перикл без труда подавил антиафинское восстание на Эвбее.

#### Продолжение реформ
Ещё во время борьбы с Кимоном Перикл начал серию политических реформ, которые продолжились в 450-х годах до н. э. и ознаменовали собой важный этап демократизации Афин. В частности, он ввёл мистофорию — плату за исполнение магистратур. Сначала это новшество распространялось только на присяжных, заседавших в гелиэе, позже — на членов Совета пятисот и на множество других должностей. В результате расширился доступ к политической деятельности для бедных граждан, а аристократия утратила негласную монополию на главные посты в государстве. Важным шагом в том же направлении стал допуск к архонтату зевгитов — третьего и самого многочисленного класса афинских граждан (457 год до н. э.). С определённого момента избираться архонтами могли даже феты (беднейшие граждане): им достаточно было промолчать о своём статусе во время жеребьёвки.
Порядок избрания должностных лиц был изменён таким образом, что у знати осталось намного меньше возможностей повлиять на исход процедуры. Присяжных гелиэи начали выбирать тайным голосованием, а не открытым; всё чаще магистратов разных уровней выбирали не голосуя, а бросая жребий (этот вариант считался в древности более демократичным). Даже избрание кандидатов для жеребьёвки, происходившее по демам, было отменено, что стало ещё одним ударом по позициям аристократии. В 453 году до н. э. появились «судьи по демам» — судебные коллегии, которые выезжали из Афин в сельскую местность, чтобы рассматривать тяжбы между местными жителями. Благодаря этому укреплялся авторитет центральной власти, а сельская знать теряла свои позиции. В результате этих реформ заметно уменьшилось и значение имущественных классов, учреждённых при Солоне.
Народное собрание теперь собиралось чаще, чем раньше. Примерно в 460 году до н. э. собрания перенесли с рыночной площади, где они мешали повседневной городской жизни, на холм Пникс; там появилось специальное сооружение с трибуной для ораторов и скамьями для зрителей.
Ещё одно важное новшество, введённое Периклом, — закон о гражданстве, принятый в 451/450 году до н. э. Он предусматривал, что полноправным афинянином может считаться только тот, кто доказал своё происхождение от афинских граждан как по отцу, так и по матери. До этого учитывались только предки по мужской линии, и новшество могло стать очередным ударом по родовой знати, так как аттические аристократы нередко женились на знатных чужеземках. Например, Кимон по матери был внуком фракийского царя, а потому мог оказаться перед угрозой потери гражданства (впрочем, неизвестно, имел ли закон Перикла обратную силу). Этот закон превратил гражданский коллектив Афин в закрытое сообщество, члены которого могли пользоваться всеми благами демократии. Перикл же благодаря своим реформам стал со временем лидером демократических Афин.
Политический строй, при котором широкие массы граждан участвовали в управлении, был весьма дорогостоящим. Афины обладали необходимыми средствами благодаря форосу — взносам полисов-членов Афинского морского союза в общесоюзную казну. В 454 году до н. э., когда греки были разгромлены в Египте, Перикл под предлогом усилившейся персидской угрозы добился переноса этой казны из Делоса в Афины. В результате военный союз-симмахия превратился в Афинскую морскую державу, а форос — в дань, которой афиняне распоряжались по своему усмотрению. В изложении Плутарха Перикл так высказался об этом: «Афиняне не обязаны отдавать союзникам отчёт в деньгах, потому что они ведут войну в защиту их и сдерживают варваров, тогда как союзники не поставляют ничего — ни коня, ни корабля, ни гоплита, а только платят деньги; а деньги принадлежат не тому, кто их даёт, а тому, кто получает, если он доставляет то, за что получает».

#### Строительная программа
С определённого момента Перикл стремился сделать Афины крупнейшим религиозным и культурным центром Эллады. Сразу после подписания Каллиева мира, положившего конец 50-летним греко-персидским войнам (449 год до н. э.), политик внёс, по словам Плутарха, «предложение о том, чтобы все эллины, где бы они ни жили, в Европе или в Азии, в малых городах и больших, послали на общий съезд в Афины уполномоченных для совещания об эллинских храмах, сожжённых варварами, о жертвах, которые они должны принести за спасение Эллады по обету, данному богам, когда они сражались с варварами, о безопасном для всех плавании по морю и о мире». Таким образом, Перикл предлагал созвать общегреческий конгресс и обсудить на нём вопросы послевоенного устройства (главным образом религиозного характера). Если бы эта идея была реализована, Афины смогли бы стать главным религиозным центром Греции, оттеснив Дельфы, но Спарта и (под её влиянием) другие члены Пелопоннесского союза отказались прислать своих представителей. В итоге конгресс не состоялся.
Эта неудача оказалась на руку Афинам: они показали свою приверженность идее греческого единства, а теперь могли открыто преследовать свои интересы. Поскольку провести «совещание об эллинских храмах» не удалось, Перикл в 447 году до н. э. предложил начать восстанавливать храмы в Афинах, не согласуя этот процесс с другими полисами. Его инициатива была одобрена, и началось грандиозное строительство. Надзирал за работами сам Перикл, лично вникавший во все детали, а главным архитектором стал Фидий.
Строительство шло по единому плану, в основе которого лежала идея прославления богини Афины, покровительницы полиса. На западном подъёме на Акрополь под руководством Мнесикла были воздвигнуты Пропилеи — крытая колоннада из мрамора, которая вела на вершину и была увенчана небольшим храмом богини победы Ники. В центре площади появилась колоссальная бронзовая статуя Афины Промахос (Защитницы) работы Фидия; о ней говорили, что гребень шлема богини и наконечник её копья виден морякам, проплывающим мимо Суния (юго-восточной оконечности Аттики). В южной части Акрополя архитекторы Калликрат и Иктин построили храм Афины Парфенос (Девы), известный как Парфенон. Фидий с учениками украсил стены этого храма фризом, изображающим торжественное шествие во время Панафиней, и изваял из слоновой кости и золота статую богини.
Ещё одной новой постройкой на Акрополе стал Эрехтейон — небольшой храм, в котором хранились главные святыни полиса (в том числе палладиум). К югу от Акрополя появилось сооружение для музыкальных состязаний — Одеон, построенный из дерева и имевший форму шатра или шлема; его из-за этого часто называли Периклов шлем. Неподалёку появился театр Диониса, на агоре был достроен Гефестейон (святилище бога кузнечного ремесла), новые храмы были воздвигнуты в Элевсине и Рамнунте. Полностью программа строительства была реализована только к концу V века до н. э., когда Перикла уже не было в живых, но политик успел увидеть Парфенон и Пропилеи, достроенные к 432 году до н. э.
Инициированное Периклом строительство имело важные последствия. Афины благодаря «зданиям, грандиозным по величине, неподражаемым по красоте», преобразились, стали неформальной столицей Греции, «Элладой Эллады». Местная беднота получила практически постоянную работу, дававшую хороший заработок; по словам Плутарха, Перикл задумал строительство в том числе для того, чтобы получить возможность распределять общественные деньги между беднейшими гражданами. В результате укреплялась социальная база демократического строя и усиливалась популярность самого Перикла.

#### Борьба с Фукидидом
После смерти Кимона в 450 году до н. э. лидером аристократической группировки стал его зять Фукидид, сын Мелесия. Начался новый этап борьбы между двумя «партиями», причём Фукидид в этой борьбе опирался исключительно на знать (И. Е. Суриков пишет даже о создании аристократической гетерии), а Перикл использовал своё влияние на демос, претендуя на роль выразителя интересов всего полиса. Существует мнение, что именно к этому периоду, 440-м годам до н. э., относится рассказ Плутарха о новом политическом стиле Перикла. Последний «переменил… весь свой образ жизни. В городе его видели идущим лишь по одной дороге — на площадь и в Совет. Он отказался от приглашений на обеды и от всех такого рода дружеских, коротких отношений, так что во время своей долгой политической деятельности он не ходил ни к кому из друзей на обед; только, когда женился его родственник Эвриптолем, он пробыл на пире до возлияния и тотчас потом встал из-за стола». Перикл демонстративно разорвал связи с родственниками-аристократами, отдалился от всех сограждан, а его друзьями стали метэки Анаксагор, Протагор, Геродот и другие. Теперь он позиционировал себя как чисто публичную личность, которая ни при каких условиях не поступится законностью и интересами государства ради дружеских или родственных связей.
Между двумя «партиями» регулярно происходили столкновения в связи с разными проблемами внутренней и внешней политики. Так, Фукидид и его сторонники были категорически против масштабного строительства на Акрополе, заявляя, что это бессмысленное и нецелевое расходование средств, собранных с союзников на военные нужды. Они были уверены, что эксплуатация членов морского союза чрезмерна. Однако Перикл был заметно более влиятелен, и аристократическая группировка, как правило, не могла помешать его политическому курсу.
Один из эпизодов межпартийной борьбы связан с основанием Фурий — колонии в Великой Греции, недалеко от разрушенного кротонцами Сибариса. По-видимому, Перикл стремился сделать этот город орудием афинской экспансии на западе, в то время как Фукидид хотел сделать колонию панэллинской, то есть добивался реального равноправия колонистов из разных полисов. Примерно в 446 году до н. э. Афины направили на помощь сибаритам 10 кораблей во главе с прорицателем Лампоном и Ксенокритом (оба принадлежали к периклову окружению). Это должно было означать очередную победу Перикла, однако вскоре Афины сами обратились к пелопоннесцам и эллинам из других регионов с просьбой прислать в Великую Грецию своих колонистов. В итоге образовалась колония, в которой афиняне, по-видимому, контролировали только одну из 10 фил — Афинию. Первоначальный замысел Перикла по созданию форпоста Афин в Италии провалился.
Существует гипотеза о том, что этот поворот в судьбе Фурий стал следствием временного усиления Фукидида в Афинах: Перикл не был переизбран стратегом в 444 или 443 году до н. э., Фукидид ненадолго пришёл к власти и успел сделать Фурии панэллинской колонией. Однако вскоре, в 444 или 443 году до н. э. (альтернативные датировки — 445, 442, 438—436 годы до н. э.) Перикл счёл момент удобным, чтобы инициировать остракофорию. Для него это был крайне рискованный шаг, так как гипотетическая угроза изгнания нависла и над ним, но именно Фукидид набрал больше всего голосов и был вынужден удалиться в изгнание.
Остракизм Фукидида стал несомненной победой Перикла и переломным моментом в его политической карьере. Теперь у Перикла не было опасных конкурентов. Его власти внутри полиса в течение долгого времени ничто не угрожало: вероятно, сторонники Фукидида, ощущая свою слабость, не предпринимали никаких действий, хотя и были готовы к реваншу.

### Во главе Афин

#### Власть Перикла
По словам Плутарха, «после падения Фукидида и изгнания его остракизмом… [Перикл] не менее пятнадцати лет обладал непрерывной, единоличной властью, хотя должность стратега даётся на один год». Эти слова исследователи трактуют как указание на 15 стратегий, следовавших одна за другой: по-видимому, Перикл переизбирался каждый год до 431 года до н. э. В течение всего этого времени он обладал безусловным лидерством в Афинах, превратившись, согласно выражению историка Эдуарда Мейера, «из главы партии в правителя государства». Однако формально Перикл был только одним из ежегодно избираемых магистратов, членом коллегии, включавшей 10 человек, и не имел никаких чрезвычайных полномочий.
Стратег в Афинах был одновременно должностным лицом и военачальником. Как правило, он выполнял в течение года какую-то конкретную задачу и обладал при этом определённой свободой действий, но позже должен был дать полный отчёт о своих действиях Народному собранию. Считалось, что должность стратега, в отличие от многих других, требует от человека, её занимающего, определённых способностей; поэтому допускалось неограниченное количество переизбраний (известно, что, например, Фокион, живший столетием позже, занимал этот пост 45 раз). Стратег не становился лицом исключительным: он мог быть смещён собранием до истечения года, отдан под суд и даже предан казни. Всё это означает, что особое влияние Перикла в течение его предполагаемых 15 стратегий основывалось только на его личном авторитете.
В источниках содержится немало доказательств того, что положение Перикла даже в зените его власти было непростым. Политику приходилось непрестанно заботиться о непогрешимости своей репутации, о сохранении своего неформального статуса «всеобщего простата», то есть выразителя интересов всей общины, а не отдельных групп граждан. Имея возможность провести через собрание практически любую свою инициативу, Перикл был вынужден мириться с нападками своих противников (политической оппозиции, комедиографов, рядовых представителей демоса), постоянно быть готовым отразить любой удар, выполнять необходимые формальности. Удерживать власть более 10 лет ему удавалось благодаря строгому самоконтролю, политическому расчёту и выдержке, а также благодаря внешним успехам Афин, которые были связаны в глазах сограждан с его именем.
По словам комедиографа Телеклида, афиняне предоставили Периклу

Всю дань с городов; он город любой мог связать иль оставить свободным,

И крепкой стеною его оградить и стены снова разрушить.

В руках его всё: и союзы, и власть, и сила, и мир, и богатства.
— Плутарх. Перикл, 16.
Здесь речь идёт о власти одного человека не только над афинским полисом, но и над морским союзом, постепенно превращавшимся в державу. Если Аттику во времена Перикла населяли приблизительно 400 тысяч человек (среди которых было всего 40—50 тысяч полноправных мужчин и 100—150 тысяч членов их семей), то на территории Афинской архэ, включавшей примерно 200 общин, жили 10-15 миллионов человек. Афиняне собирали с других членов союза огромные средства в виде фороса: сборы к началу Пелопоннесской войны выросли, по некоторым данным, с 460 талантов до 600. Эти деньги шли на содержание большого военного флота, финансирование демократического режима и масштабное строительство. По отношению к союзникам афиняне вели всё более жёсткую политику, постепенно превращая их в своих подданных и подавляя восстания. Так, Перикл в 446 году до н. э. заново подчинил Эвбею.
Одним из способов укрепить афинское влияние в землях союзников стало основание клерухий — таких колоний, которые не становились новым полисом, а сохраняли связь с метрополией. Согласно Плутарху, Перикл в разное время направил тысячу клерухов (переселенцев) на Фракийский Херсонес, 500 на остров Наксос, 250 на Андрос, ещё тысячу в Бисалтию, где они, по всей видимости, основали поселение Берга на Стримоне. При этом политик «руководился желанием освободить город от ничего не делающей и вследствие праздности беспокойной толпы и в то же время помочь бедным людям, а также держать союзников под страхом и наблюдением, чтобы предотвратить их попытки к восстанию».

#### Самосская война
Важным событием в истории Афин и в биографии Перикла стала Самосская война. В 441 году до н. э. начался конфликт между двумя входившими в Афинский морской союз полисами, Милетом и Самосом. Милетяне, терпевшие поражение, попросили у Афин помощи, и те быстро вмешались: по-видимому, они увидели возможность покончить с широкой автономией богатого и сильного Самоса, который располагал большим флотом, не платил форос, вёл самостоятельную внешнюю политику. К тому же сам факт войны между Милетом и Самосом мог трактоваться как нарушение клятв и условий договора, на которых основывался Афинский морской союз. Согласно Плутарху, в развязывании войны обвиняли возлюбленную Перикла Аспасию — уроженку Милета, которая якобы уговорила «первого гражданина» помочь её родному городу. Самосцы отказались от посредничества Афин, и это стало формальным поводом для начала военных действий.
Летом 441 года до н. э. 40 афинских кораблей под командованием Перикла без боя заняли Самос. Афиняне отстранили от власти олигархов, установили демократическое правление, взяли заложников, которых отправили на Лемнос, наложили на островитян контрибуцию, после чего вернулись домой. Согласно Плутарху, Перикла во время этой экспедиции безуспешно пытались подкупить персы (чтобы он передал им город), самосцы (чтобы он не вводил в их городе демократию) и заложники (чтобы он оставил их дома).
Эти события стали только началом конфликта. Изгнанные с острова аристократы заручились поддержкой персидского сатрапа Лидии Писсуфна, вернулись на Самос и при поддержке большинства местного населения свергли демократию. После этого они заключили союз с Византием и отправили посольство в Спарту с просьбой о помощи; возможно, Самос начал переговоры ещё и с Митиленой на Лесбосе. Возникла опасность появления широкой антиафинской коалиции с участием Спарты, Персии и ряда восставших полисов Эгеиды. Поэтому к Самосу был отправлен сильный флот под началом всех 10 стратегов 440 года до н. э. во главе с Периклом.
В морском сражении в начале мая 440 года до н. э. афиняне одержали победу, после чего осадили Самос. Однако вскоре Перикл получил известие о том, что на помощь осаждённым идёт персидский флот. С 60 триерами он вышел навстречу персам, чтобы перехватить их как можно дальше от Самоса. Защитники города воспользовались временным ослаблением врага и совершили вылазку: они прорвали морскую блокаду и смогли пополнить запасы для долгой обороны. Плутарх оценивает поведение Перикла как явную оплошность, но историки с этим не согласны. Вероятность войны с Ахеменидами была высокой, а появление их флота в Эгейском море могло спровоцировать восстания в ряде полисов Афинского союза, так что Перикл должен был встретить врага на дальних рубежах. Историк С. Эдди предположил, что персидский флот действительно совершил демонстративное плавание вдоль линии, установленной Каллиевым миром в качестве морской границы между владениями греческих полисов и империей Ахеменидов. Возможно, Писсуфн готовился вступить в войну, и помешал ему только запрет со стороны царя царей Артаксеркса I. Не исключено, что слухи о персидской угрозе инспирировали самосцы.
Убедившись в отсутствии реальной персидской угрозы и узнав о событиях под Самосом, Перикл срочно вернулся. Он снова разбил самосский флот и блокировал город. Осада затянулась на девять месяцев. Плутарх и Диодор Сицилийский пишут об использовании осадных машин, бывших тогда новинкой (по некоторым данным, в афинском лагере находился изобретатель таких машин Артемон из Клазомен), но в историографии этот рассказ подвергают сомнению. В начале 439 года до н. э. самосцы предприняли безуспешную попытку вырваться из порта, после чего потеряли надежду на спасение и сдались. По альтернативной версии, афинянам удалось разрушить стены и взять город.
Примерно тогда же был взят и Византий. Пелопоннесский союз отказался помогать самосцам, а другие островные полисы не стали восставать, так что со взятием Самоса война закончилась.
Плутарх со ссылкой на Дурида Самосского рассказывает о жестокости Перикла по отношению к побеждённым: пленных клеймили, а самосских военачальников продержали 10 дней «привязанными к доскам», после чего убили и бросили без погребения. Однако Дурид жил существенно позже, принадлежал к риторическому направлению античной историографии и не мог быть беспристрастным в вопросе, касавшемся его родного острова. Поэтому его данные, как правило, считают недостоверными. Самосский полис в целом понёс суровое наказание: он передал Афинам весь свой флот, выплатил контрибуцию, городские укрепления были разрушены, а часть земельных наделов олигархов была конфискована.
Произнося в Афинах надгробную речь в честь павших, Перикл назвал их подобными богам: «Ведь и богов мы не видим, …, но по тем почестям, которые им оказывают, и по тем благам, которые они нам даруют, мы заключаем, что они бессмертны; эти черты свойственны и тем, которые погибли в бою за отечество». Плутарх передаёт обращённые к Периклу слова сестры Кимона Эльпиники. Женщина с издёвкой сказала, что подвиги Перикла действительно достойны «восторга и венков», так как он погубил много достойных граждан в войне с «союзным и родственным» городом. На это «первый гражданин» процитировал Архилоха: «Не стала бы старуха мирром мазаться» (это означало, что Эльпинике так же неприлично вмешиваться в государственные дела, как старухе душиться). Сам Перикл, согласно Иону Хиосскому, процитированному у Плутарха, очень гордился победой над Самосом. Он сказал в связи с этим: «Агамемнон в десять лет взял варварский город, а я в девять месяцев покорил первых, самых сильных ионян».

#### Экспансионистская политика. Понтийская экспедиция
Под управлением Перикла Афины развивали экспансию в разных направлениях. Так, на западе они стремились усилить свои позиции в Сицилии и Южной Италии. Ещё в 450-е годы до н. э. афиняне заключили союз с Эгестой, затем — с Регием, Леонтинами, возможно, Метапонтом и Неаполем в Кампании. Фактически эта политика противоречила условиям Тридцатилетнего мира 446 года до н. э., так как речь шла о сфере влияния Коринфа, главного союзника Спарты; интересы коринфян задевались афинской конкуренцией. После неудачи, связанной с основанием Фурий как панэллинской колонии, Афины на время остановили экспансию в регионе, но в Фуриях при жизни Перикла оставалась достаточно сильная проафинская «партия».
Одной из главных сфер афинских интересов было северное побережье Эгейского моря — регион, богатый корабельным лесом и металлами (включая золото и серебро), расположенный на пути в Понт. Ряд местных городов входил в состав Афинского союза. Интересы последнего противоречили македонским, так что Периклу приходилось ради беспрепятственной колонизации региона вмешиваться в династические распри между потомками царя Македонии Александра Пердиккой и Филиппом. Чтобы упрочить своё влияние, в 430-х годах до н. э. афиняне основали в этих местах две колонии — Брею и Амфиполь, с помощью которых планировалось удерживать под контролем Халкидику и стратегически значимую переправу через реку Стримон.
Важным событием в ходе афинской экспансии стала Понтийская экспедиция Перикла. О ней сообщает только Плутарх, но учёные (за редкими исключениями) всё же признают этот поход историческим событием. По всей видимости, информацию о нём Плутарх почерпнул из несохранившихся трудов Феопомпа. Причерноморье интересовало афинян как один из трёх потенциальных источников привозного зерна наряду с Египтом и Великой Грецией; его важность чрезвычайно выросла в связи с превращением Афин в один из самых населённых городов Эллады, а также в связи с поражением египетской экспедиции и провалом колонизационной политики Перикла в Фуриях. К тому же афиняне контролировали торговые пути из Эгейского моря в Чёрное, не имея там серьёзных конкурентов. Ещё в 447 году до н. э. Перикл вывел тысячу афинских колонистов в область Херсонеса Фракийского и построил укрепления, чтобы обезопасить этот полуостров от набегов фракийцев. В ходе Самосской войны Афины установили контроль над Византием и соответственно над Боспором Фракийским — воротами в Чёрное море.
Понтийскую экспедицию чаще всего датируют 437 или 436 годами до н. э., но некоторые исследователи говорят о 435 годе до н. э. как возможной дате. Этот поход возглавил сам Перикл. Афиняне побывали в Синопе и (предположительно) в Амисе, где основали колонии — клерухию и апойкию соответственно. В Синопе были оставлены 13 кораблей для борьбы с изгнанным тираном Тимесилеем.
Единого мнения о маршруте экспедиции у исследователей нет. Большинство полагает, что главной целью афинян было Боспорское царство как крупнейший экспортёр зерна в регионе. При этом И. Суриков предположил, что на пути в Боспор Перикл проплыл вдоль западного побережья Чёрного моря, где принял в Афинский союз Ольвию, Аполлонию Понтийскую и другие города; М. Высокий считает, что на обратном пути афиняне прошли вдоль всего восточного побережья Чёрного моря, основав ещё ряд колоний (в том числе крупных); по версии В. Строкина, Перикл плыл в Боспор по кратчайшему маршруту, но в ходе экспедиции вовлёк в Афинский союз многие полисы на южном побережье Малой Азии.
С проблемой маршрута связаны споры о результатах экспедиции: есть и скептики, и сторонники версии о масштабных успехах афинского флота, и приверженцы «золотой середины». Афины действительно могли расширить свою морскую державу (в том числе за счёт форпостов на северном побережье Чёрного моря), упрочить контроль над хлебной торговлей и наладить дружеские отношения с Боспором, но для всего этого, возможно, понадобилась целая серия походов, данные о которых оказались утрачены. Главным результатом экспедиции могло стать превращение Эгейского моря во «внутреннее море» Афинского союза, который теперь выглядел как сплочённая и мощная держава с обширной сферой влияния.

#### Преследование близких Периклу лиц
В конце 430-х годов до н. э. против ряда близких к Периклу людей были инициированы судебные процессы. Сохранившиеся источники дают разрозненную и противоречивую информацию об этих событиях. По-видимому, речь идёт об активизации олигархических кругов, связанной с истечением срока изгнания Фукидида: враги Перикла, ещё не имея возможности нанести удар непосредственно по «первому гражданину», начали действовать против близких к нему людей, чтобы его дискредитировать.
Предположительно правовую основу для серии судебных процессов создал декрет Диопифа — прорицателя, близкого к олигархическим кругам. Этот законодательный акт предполагал, что люди, «не верующие в богов или распространяющие учения о небесных явлениях», подлежат суду как государственные преступники. Одним из обвиняемых стал учитель Перикла, знаменитый натурфилософ Анаксагор, причём в источниках содержится несколько версий событий.
Согласно Плутарху, декрет Диопифа был направлен непосредственно против Анаксагора, и Перикл, боясь за философа, убедил его ещё до суда уехать из Афин. Сатир Перипатетик добавляет, что подсудимый был заочно приговорён к смерти; в этой версии обвинителем был Фукидид, и Анаксагору инкриминировали, наряду с нечестием, «персидскую измену». По версии Сотиона, философ всё-таки явился в суд, и защищал его сам Перикл. Обвинителем же был Клеон, начинавший тогда карьеру демократ радикального толка (возможно, он действительно заключил тогда временный союз с олигархами). Анаксагор за «нечестие», проявившееся в характеристике солнца как «огненной глыбы», был приговорён к изгнанию и штрафу в пять талантов. Наконец, Гермипп утверждает, что философа приговорили к смерти и бросили в тюрьму, но Перикл спас его, обратившись к народу. Стратег спросил, «даёт ли его, Перикла, жизнь какой-нибудь повод к нареканиям?» Получив отрицательный ответ, он сказал: «А между тем я ученик этого человека. Так не поддавайтесь клевете и не казните его, а послушайтесь меня и отпустите». После этого Анаксагор получил свободу.
Враги Перикла привлекли к суду и его возлюбленную Аспасию, которой инкриминировали «нечестие» и содержание притона. В роли обвинителя выступил комедиограф Гермипп, а защитником-простатом стал сам Перикл (женщина, ещё и не обладавшая гражданскими правами, не могла выступать в афинском суде). По свидетельству Плутарха, который ссылается на Эсхина из Сфетта, Перикл «вымолил ей [Аспасии] пощаду, очень много слёз пролив за неё во время разбирательства дела». Афиней со ссылкой на Антисфена пишет, что, защищая свою возлюбленную, Перикл «пролил больше слёз, чем тогда, когда опасность угрожала его собственной жизни и имуществу». Впрочем, историки не исключают, что вся эта история — позднеантичная выдумка. Согласно ещё одной гипотезе, данные о реальном процессе могли смешаться с обвинениями в адрес Аспасии, высказанными в комедиях (в частности, в пьесах Гермиппа).
Под удар попал и знаменитый скульптор Фидий, причём выдвинутые в его адрес обвинения оказались наиболее опасными для Перикла. Помощник Фидия Менон заявил, что тот украл часть золота, выделенного на статую Афины Девы в Парфеноне; Перикл как главный распорядитель строительства на акрополе тоже должен был нести за это ответственность. Обвинение Менона осталось недоказанным, но к нему добавилось ещё одно — в том, что на щите статуи богини, стоявшей в наиболее священном месте города, Фидий изобразил себя и Перикла. Скульптора посадили в тюрьму, где он и умер при невыясненных обстоятельствах — либо от болезни, либо от яда.
Возможно, одной из жертв гонений стал Дамон — софист и теоретик музыки. О его изгнании из Афин путём остракизма свидетельствуют Аристотель (в этом источнике изгнанник — «Дамонид»), Плутарх (причём неоднократно) и Либаний. Плутарх в биографии Аристида уточняет: «Дамон, учитель Перикла, отправился в изгнание за то, что казался согражданам чересчур разумным». Исследователи делают из всех этих сообщений вывод, что именно близость Дамона к Периклу стала причиной его изгнания. Историк А. Раубичек датировал это событие 430-ми годами до н. э., но существуют и другие датировки; по мнению некоторых антиковедов, рассказ об остракизме Дамона вообще неисторичен.
Все эти события показали, что положение Перикла стало менее прочным. Демос начал уставать от бессменной власти одного человека, усилились олигархи, появились новые соперники в лице радикальных демократов. Согласно Плутарху, даже самого Перикла попытались привлечь к суду. Специально принятая псефисма Драконтида предполагала, что «первый гражданин» должен предоставить финансовый отчёт за все годы, когда он находился у власти, и что его дело рассмотрят судьи, которые будут брать камешки для голосования с алтаря Богини (это было напоминание о предках Перикла Алкмеонидах, когда-то осквернивших тот самый алтарь). Гагнон предложил втрое увеличить судейскую коллегию (с 500 до 1500 человек)  и заранее огласил перечень возможных обвинений: «кража», «лихоимство», «преступление по должности» . Состоялся ли суд, неясно.

#### Накануне Пелопоннесской войны
В 431 году до н. э. началась война между Афинским и Пелопоннесским союзами, охватившая всю Элладу и затянувшаяся на 27 лет. Диодор Сицилийский и Плутарх приписывают ключевую роль в развязывании этого конфликта Периклу, который, «опасаясь суда, раздул медленно тлевшее пламя войны в надежде, что обвинения рассеются и зависть смирится, когда граждане во время великих событий и опасностей вверят отечество ему одному как человеку уважаемому и авторитетному». Некоторые исследователи считают, что эта версия событий, восходящая к Эфору и ряду комедиографов, соответствует действительности: возможно, Перикл и в самом деле осознанно приближал начало войны, чтобы укрепить своё влияние и нейтрализовать политических конкурентов. Противники данной версии считают её слишком искусственной и больше доверяют историку Фукидиду, сыну Олора (он писал о непреодолимой силе обстоятельств, толкавшей обе стороны к конфликту, и о реакции пелопоннесцев на рост могущества Афин). При этом Перикл с его неуступчивостью и «боевитой напористостью», проявленной в переговорах со Спартой, мог несколько приблизить начало войны на промежуточных этапах.
Прелюдией к большому конфликту стали три инцидента, датированные второй половиной 430-х годов до н. э., — керкирский, потидейский и мегарский.
В 433 году до н. э. Керкира, островной полис в Ионическом море, в борьбе со своей метрополией Коринфом из-за Эпидамна обратилась за помощью к афинянам. Те, несмотря на протесты коринфян, заключили с ней оборонительный союз и направили на помощь эскадру. В сражении у Сиботских островов афиняне вопреки приказу вмешались в схватку и помогли керкирянам победить. Коринфяне сочли это грубым нарушением Тридцатилетнего мира; тем не менее на время они отступили, так что конфликт не перерос сразу в большую войну.
Следующий инцидент связан с ещё одной колонией Коринфа — Потидеей. Этот стратегически важный город в Халкидике был членом Афинского морского союза, но при этом сохранял тесные связи с метрополией. Когда Афины потребовали выслать магистратов-коринфян и срыть часть городских укреплений, потидейцы подняли восстание; их поддержали соседние полисы и Македония, а Спарта пообещала двинуть армию в Аттику, если Потидея подвергнется нападению. Афиняне осадили город (432 год до н. э.). Коринфяне отправили на помощь Потидее отряд добровольцев и потребовали от спартанцев вмешаться, а те предложили всем полисам, недовольным афинянами, прислать своих представителей с жалобами.
В числе жалобщиков оказались послы Мегары, состоявшей в Пелопоннесском союзе, но связанной экономически с соседними Афинами. Незадолго до этих событий Перикл специальной псефизмой ввёл против мегарцев жёсткие санкции — запретил им доступ на рынки и в гавани Аттики и всех городов Афинского союза, что имело серьёзные негативные последствия для мегарской экономики. Большинство античных источников утверждает, что политик имел личные мотивы. Он либо пытался переключить внимание афинян на внешнюю политику в тот момент, когда шли суды над его друзьями, либо хотел угодить Аспасии, либо чувствовал, по словам Плутарха, «какую-то затаённую, личную ненависть к мегарянам» . В историографии на этот счёт есть несколько версий. Одни антиковеды видят в мегарском инциденте проявление торгового соперничества между двумя союзами (эта гипотеза, выдвинутая в начале XX века, позже была раскритикована); другие считают, что Перикл стремился вынудить Мегару покинуть Пелопоннесский союз и вернуться в Афинский; третьи — что целью Афин было оставить пелопоннесцев без товаров, необходимых для морского флота.
После рассмотрения жалоб в спартанском Народном собрании прошли дебаты. Коринф фактически выдвинул ультиматум — заявил, что, если не будет решено двинуть армию в Аттику, он выйдет из Пелопоннесского союза. В итоге большинство высказалось за начало войны. Однако перед этим спартанцы направили в Афины одно за другим несколько посольств с разного рода требованиями; по разным версиям, они искали убедительный повод для начала военных действий, пытались всё решить мирно или считали целесообразным оттянуть начало неизбежной войны.
Первое посольство потребовало изгнания «виновных в кощунстве против богини», явно имея в виду Алкмеонидов и их потомка Перикла. Афиняне ответили на это отказом. Позже Спарта перешла к более реалистичным предложениям — отменить мегарскую псефизму, снять осаду с Потидеи, разорвать союз с Керкирой, предоставить автономию Эгине . Первый из этих пунктов, по-видимому, был ключевым: по словам Фукидида, спартанцы заявляли, «что войны не будет, если афиняне отменят постановление о мегарянах». Однако Перикл был категорически против уступок, считая, что они бесполезны, что война неизбежна и что Афины в этом конфликте победят благодаря своему более выгодному положению. Народное собрание его в этом поддерживало.
По словам Плутарха, во время переговоров по мегарскому вопросу «первый гражданин» сослался на запрет уничтожать доски с законами. Тогда один из спартанских послов Полиалк предложил «не уничтожать доску, а только перевернуть её» (то есть не отменять санкции, а просто забыть о них), но и это предложение при всём его остроумии не было принято. Позже Спарта предъявила новое, заведомо невыполнимое, требование — предоставить автономию всем членам Афинского морского союза. Перикл ответил максимально резко (в речи, вложенной в его уста Фукидидом, речь идёт об автономии для спартанских союзников Спарты и о допуске в Спарту граждан других полисов), и на этом переговоры закончились.
На созванном вскоре конгрессе Пелопоннесский союз объявил Афинам войну. Весной 431 года до н. э. фиванцы напали на союзные Афинам Платеи, и это стало началом открытого конфликта.

### Начало Пелопоннесской войны
На первом этапе войны афиняне придерживались оборонительной стратегии, которую, по данным Фукидида, разработал Перикл. Этот план предполагал отказ от сражений с заведомо более сильной спартанской армией, эвакуацию всего населения Аттики под защиту Длинных стен и сохранение господства на море, благодаря которому можно было удерживать под контролем союзников, снабжать Афины всем необходимым, наносить болезненные удары по Пелопоннесу. Перикл был уверен, что, ведя войну таким образом, удастся принудить врага к выгодному для Афин миру.
Спартанцы планировали использовать своё превосходство на суше. Угроза полного опустошения Аттики, по их мнению, должна была заставить афинян или подписать мир, или вывести из города армию для решающего боя. Союзники Спарты рассчитывали на выступление против Афин беотийцев, на восстание некоторых полисов в составе Афинской архэ, на помощь со стороны персов, фракийцев и сицилийцев, но эти расчёты на первом этапе войны в целом не оправдались.
Первый поход пелопоннесцев в Аттику состоялся летом 431 года до н. э. Царь Спарты Архидам II, собравший большие силы (согласно Плутарху, только гоплитов было 60 тысяч), шёл очень медленно; по мнению некоторых учёных, он рассчитывал принудить афинян к миру с помощью «тактики усиливающегося давления», то есть одной только угрозой вторжения. Этот расчёт не оправдался, а потому спартанцы вторглись в Аттику и начали опустошать страну. Сопротивление им оказывала только лёгкая конница афинян, которую Перикл оставил в окрестностях города. Афинские гоплиты не выходили за пределы Длинных стен, а спартанцы не пытались штурмовать эти укрепления.
С этого времени спартанцы разоряли Аттику каждое лето, но серьёзных последствий военного характера это не имело. Вторжения продолжались от 15 до 40 дней каждое, после ухода врага жители Аттики возвращались на свою землю и снова обрабатывали её. Архидам так и не спровоцировал противника на битву, а между тем каждый его поход стоил Пелопоннесскому союзу огромных усилий. Афинский флот, как и планировалось, курсировал вокруг Пелопоннеса, нанося неожиданные удары по прибрежным поселениям спартанцев и их союзников. В 431 году до н. э. он совершил ряд налётов на побережье Мессении и Элиды, взял Астак, добился мирного вхождения в Афинский морской союз Кефаллении; в следующем году в Арголиде высадился афинский десант, который попытался взять Эпидавр, разграбил окрестности Трезена, Гермиона и Галий, взял город периэков Прасии.
Рейдом в Арголиду командовал Перикл. Он же возглавлял и сухопутный поход в Мегариду в 431 году до н. э., сразу после отступления врага из Аттики. На похоронах афинских воинов, погибших в первый год войны, Перикл произнёс «Надгробную речь», которая сохранилась в пересказе Фукидида.
Вражеские вторжения в Аттику не стали серьёзной угрозой сами по себе, но создали основу для масштабного социально-политического кризиса. Сельские жители, собравшиеся в Афинах, могли видеть с городских стен, как пелопоннесцы уничтожают их поля и дома. Это зрелище производило, по словам Фукидида, «страшное впечатление» , и многие афиняне требовали решительных действий против врага. Периклу стоило большого труда удержать народ от необдуманных поступков : всеми способами он откладывал созыв Народного собрания, чтобы афиняне не приняли губительное решение сражаться.
Именно Перикл стал в глазах многих сограждан виновником войны и опустошения Аттики. Этим воспользовались его политические противники, в числе которых был демагог Клеон. «Первого гражданина» обвиняли в трусости, высмеивали как бездарного полководца, заявляли, что он «отдаёт отечество в жертву врагам». Поскольку Архидам был гостеприимцем-проксеном Перикла, последнему пришлось принять меры, чтобы избежать подозрений в измене: по одним данным, он заранее пообещал, что передаст государству свои загородные владения, если спартанцы их пощадят, по другим, отказался от этих владений ещё до войны, чтобы не дать Архидаму возможность себя скомпрометировать. По мнению современных историков, действия спартанцев действительно могли привести к открытому сражению и быстрому разгрому афинян. К тому же они наносили удар непосредственно по Периклу, но тот понял замысел врага и спас город от неминуемого поражения, хотя и в ущерб своей популярности.
Планы Периклы были спутаны начавшейся в 430 году до н. э. эпидемией, которая вошла в историю как «Афинская чума». Скученность населения, вынужденного прятаться за городскими стенами, способствовала большому количеству жертв (по оценкам учёных, от болезни умер каждый четвёртый афинянин). Народ был зол на Перикла. Его винили, согласно Плутарху, в том, что он «загнал деревенский люд в городские стены и ни на что не употребляет такую массу народа, а спокойно смотрит, как люди, запертые подобно скоту, заражаются друг от друга, и не даёт им возможности изменить своё положение и подышать свежим воздухом». К тому же эпидемию сочли очередным проявлением родового проклятия Алкмеонидов, чем воспользовались враги Перикла.
«Первый гражданин» быстро потерял своё влияние. Его досрочно сняли с должности стратега, привлекли к суду по обвинению в финансовых злоупотреблениях и приговорили к уплате крупного денежного штрафа (от 15 до 50 талантов). Теперь Перикл был всего лишь частным лицом, а созданная им система управления начала разрушаться: вместо сбалансированной демократии пришло время правления эмоциональной толпы, которую направляли демагоги. Однако внешнеполитический курс Афин остался прежним.

### Последний год жизни Перикла
За потерей власти последовал ряд личных трагедий. По словам Плутарха, Перикл потерял «сестру и большую часть свойственников и друзей». От эпидемии умер старший сын политика Ксантипп; он давно не ладил с отцом, но эта утрата всё же стала для последнего серьёзным ударом. Спустя всего восемь дней умер и второй сын Перикла, Парал. На его похоронах бывшего стратега впервые увидели рыдающим (правда, у Псевдо-Плутарха зафиксирована альтернативная версия, согласно которой Перикл стойко перенёс горе и этим заслужил всеобщее уважение). Оставался третий сын, Перикл Младший, но его матерью была чужестранка Аспасия; следовательно, он не имел прав на афинское гражданство в соответствии с законом, принятия которого добился когда-то его отец. Периклу Старшему, оставшемуся без законного потомства, пришлось просить народное собрание о том, чтобы для его последнего сына было сделано исключение, и эту просьбу удовлетворили. Историк Э. Караван предположил, что Перикл не ограничился частной просьбой, но провёл закон для всех афинян о предоставлении незаконнорождённым гражданских прав при отсутствии у отца законных детей.
В 429 году до н. э. Перикла вновь избрали стратегом. Правда, это была уже просто милость демоса, посчитавшего, что политик искупил свою вину. Источники ничего не сообщают о деятельности Перикла во время его последней стратегии. В том же году он тяжело заболел; Плутарх сообщает, что это была, «кажется», всё та же «афинская чума», которая, однако, «носила не острый характер, как у других, не сопровождалась сильными приступами, а была тихая, затяжная, с различными колебаниями, медленно изнурявшая тело и постепенно подтачивавшая душевные силы». В связи с этим в историографии есть мнение, что речь идёт не о заразной болезни, а о тихом угасании старого человека, перенёсшего ряд тяжёлых ударов судьбы.
Перикл умер осенью 429 года до н. э. (по одной из версий, в конце августа или начале сентября). Плутарх так пишет о его последних минутах:
Когда Перикл был уже при смерти, вокруг него сидели лучшие граждане и остававшиеся в живых друзья его. Они рассуждали о его высоких качествах и политическом могуществе, перечисляли его подвиги и количество трофеев: он воздвиг девять трофеев в память побед, одержанных под его предводительством во славу отечества. Так говорили они между собою, думая, что он уже потерял сознание и не понимает их. Но Перикл внимательно всё это слушал и, прервавши их разговор, сказал, что удивляется, как они прославляют и вспоминают такие его заслуги, в которых равная доля принадлежит и счастью и которые бывали уже у многих полководцев, а о самой славной и важной заслуге не говорят: «Ни один афинский гражданин, — прибавил он, — из-за меня не надел чёрного плаща».
Если рассказ Плутарха соответствует действительности, то Перикл явно ошибался: на момент его смерти в городе бушевала эпидемия, множество беженцев небезосновательно обвиняло его в своих бедах.
Перикла похоронили в Керамике, у дороги, ведущей в Академию. В этом месте стояли могильные памятники всем афинянам, погибшим в боях (не считая павших при Марафоне). Позже рядом с Периклом были погребены Фрасибул, Хармий и Формион .

## Личность

### Характер и мировоззрение
]
Перикл был человеком ярко выраженного рационального склада мышления. Во многом оно сложилось под влиянием философа Анаксагора, который, согласно античной традиции, не только был другом Перикла, но и учил его красноречию. Платон в диалоге «Алкивиад Первый» передаёт бытовавшее в обществе мнение, что Перикл стал выдающимся государственным деятелем, так как общался со многими мудрыми людьми. К кругу друзей и собеседников Перикла относят наиболее выдающихся деятелей Эллады того времени: это были трагик Еврипид, историк Геродот, скульптор Фидий, философы Анаксагор, Зенон, Протагор, музыкант Дамон, прорицатель Лампон и другие представители древнегреческой интеллигенции.
Образованность и личные качества Перикла ярко проявились во время солнечного затмения 431 года до н. э. Согласно Плутарху, «первый гражданин», находившийся в момент затмения на военном корабле, сохранил самообладание и объяснил другим суть происходящего. «…Перикл, видя ужас и полную растерянность кормчего, поднял свой плащ перед его глазами и, накрыв его, спросил, неужели в этом есть какое-нибудь несчастие или он считает это предзнаменованием какого-нибудь несчастия. Тот отвечал, что нет. „Так чем же то явление отличается от этого, — сказал Перикл, — как не тем, что предмет, который был причиной темноты, больше плаща?“». Учёные отмечают, что это объяснение не отличается принципиально от современных представлений о природе солнечных затмений.
Среди знаменитых учёных, философов и драматургов, которые входили в «близкий круг» друзей Перикла, особняком стоит жрец, прорицатель и «толкователь божественного права» Лампон. Его присутствие означает, что Перикл не был чужд суеверий, либо использовал авторитет знаменитого прорицателя для влияния на народные массы.
В повседневной жизни Перикла отличали ровное и невозмутимое отношение ко всему происходящему вокруг, нечувствительность к оскорблениям, спокойствие и постоянная серьёзность. Многим современникам эти черты характера казались проявлениями высокомерия либо отчуждённости.

### Личная жизнь
Первая жена Перикла происходила из рода Алкмеонидов. Сохранившиеся источники не сообщают, как её звали (в ряде произведений художественной литературы Нового и Новейшего времён фигурирует вымышленное имя Телезиппа), и в целом о ней известно немногое. Это была дочь Мегакла и Кесиры, двоюродная сестра Перикла и родная сестра Диномахи, жены Клиния и матери Алкивиада. По данным Плутарха, в первом браке она была женой Гиппоника из рода Кериков, от которого родила сына Каллия. Некоторые учёные считают, что брак с Периклом предшествовал браку с Гиппоником. От Перикла эта женщина родила двух сыновей — Ксантиппа (в разных версиях до 470 года до н. э. или не раньше середины 450-х годов до н. э.) и Парала (в одной из версий — в 450-х годах до н. э.).
Брак закончился разводом. Согласно Плутарху, это произошло, так как «совместная жизнь перестала… нравиться» супругам; брак был расторгнут по взаимному согласию, и Перикл даже нашёл бывшей жене нового мужа. Гераклид Понтийский утверждает, что политик прогнал жену из дома, чтобы «зажить всласть с мегарскою гетерой Аспасией». В историографии существует мнение, что развод имел политические причины: на определённом этапе карьеры Периклу понадобилось дистанцироваться от Алкмеонидов.
Второй спутницей Перикла стала гетера Аспасия — чужестранка из Милета (версия о её мегарском происхождении, по-видимому, основана на ошибке одного из древних авторов). Начало этой связи историки датируют примерно 440-ми годами до н. э. Перикл и Аспасия жили вместе, но их отношения вряд ли носили характер официального брака; обычно исследователи используют термин др.-греч. παλλακή (наиболее близкий современный аналог — конкубинат).
О природе этой связи античные авторы и современные исследователи пишут по-разному. Плутарх приводит, основываясь на разных источниках, два взаимоисключающих тезиса: «очевидно, что привязанность Перикла к Аспасии была основана скорее на страстной любви» и «по некоторым известиям, Перикл пленился ею [Аспасией] как умной женщиной, понимавшей толк в государственных делах». В историографии более распространена «романтическая» версия. Звучат и мнения в пользу расчёта, двигавшего и политиком, и гетерой; это обосновывают тем, что Перикл не пытался добиться гражданства для единственного сына от Аспасии, пока не потерял старших отпрысков, а Аспасия сразу после его смерти стала женой другого, торговца скотом Лисикла.
Недоброжелатели Перикла приписывали Аспасии большое влияние на него. Звучали даже обвинения в том, что именно эта гетера — виновница начала Самосской и Пелопоннесской войн.
Старший сын Перикла Ксантипп к началу Пелопоннесской войны женился на дочери Тисандра сына Эпилика (его свояком стал Леогор Младший, а племянником — Андокид, впоследствии знаменитый оратор). Отношения между ним и отцом со временем испортились из-за строгих порядков, установленных главой семьи и поддерживавшихся его слугой Эвангелом. «Первый гражданин» выдавал сыну скромное содержание, и тот, отличавшийся расточительностью, постоянно нуждался в деньгах. Плутарх рассказывает, что однажды Ксантипп взял денег у одного из отцовских друзей якобы по просьбе Перикла, а последний, узнав об этом, подал судебный иск против собственного сына. «Молодой Ксантипп был огорчён этим, бранил отца, сперва представлял в смешном виде его домашние философские рассуждения и разговоры с софистами», потом начал распространять грязные сплетни и в конце концов стал непримиримым врагом Перикла.
Ксантипп умер во время эпидемии в 430 или 429 году до н. э. Вскоре за ним последовал Парал. Античные авторы согласны с тем, что ни один из сыновей Перикла, рождённых в браке, не стал достойным своего отца: Платон устами одного из своих героев заявляет, что оба «оказались глупцами», для Аристотеля Ксантипп и Парал — пример того, как «солидные роды» вырождаются в «вялость и глупость». Тем не менее Перикл (по одной из версий античной традиции) публично оплакал эту потерю.
Аспасия родила Периклу сына, известного как Перикл Младший. Это произошло предположительно между 450 и 440 годами до н. э. (иногда рождение датируют примерно 445 годом до н. э.). Юному Периклу была уготована судьба метэка, неполноправного жителя Афин, и отец, по-видимому, ничего не делал, чтобы это изменить. Только после смерти старших сыновей, оставшись без законного потомства, Перикл Старший обратился к Народному собранию с просьбой о предоставлении последнему сыну гражданских прав.
Перикл Младший занял видное положение в рядах афинской элиты. В 406 году до н. э., на заключительном этапе Пелопоннесской войны, он занял пост стратега и вместе с коллегами разбил спартанский флот при Аргинусских островах. Однако после битвы стратеги не смогли собрать тела погибших для погребения. Их сместили, отдали под суд и казнили.
С 447 года до н. э. в доме Перикла воспитывались его двоюродные племянники (и родные племянники его первой жены) Клиний и Алкивиад. Второй из них, ставший впоследствии выдающимся политиком и полководцем, с ранних лет отличался блестящими способностями и честолюбием. Отношения между ним и опекуном были непростыми. По-видимому, Алкивиад очень ревниво оценивал славу и влияние Перикла, рассчитывал его превзойти и планировал действовать другими методами, более близкими к тирании, чем к демократии. В этом смысле показательна рассказанная Плутархом история о том, как Алкивиад, узнав, что его опекун готовит отчёт для Народного собрания, заметил: «А не лучше ли было бы ему подумать о том, как вообще не давать отчётов?».

### Ораторские способности
С молодых лет Перикл выступал в качестве оратора в народном собрании и судах, сразу снискав себе репутацию искусного мастера красноречия. Платон называл Перикла «прекрасным оратором», человеком, который «всех превзошёл в красноречии». Плутарх так характеризовал ораторский дар Перикла, прозванного за своё красноречие «Олимпийцем»:
…он далеко превзошёл всех ораторов. По этой причине, говорят, ему и было дано его известное прозвище… Из комедий того времени, авторы которых часто поминают его имя как серьёзно, так и со смехом, видно, что это прозвище было дано ему главным образом за его дар слова: как они говорят, он гремел и метал молнии, когда говорил перед народом, и носил страшный перун на языке.

Перикл был крупнейшим греческим оратором «дориторической» эпохи, когда искусство красноречия ещё не стало предметом преподавания. Он, как и другие ораторы его времени, опирался главным образом на импровизацию и не записывал своих речей. Никаких сочинений Перикла не сохранилось. Несколько речей Перикла передаёт Фукидид, но это пересказ по памяти с добавлением собственных взглядов Фукидида.
Красноречие Перикла было его природным талантом, а не результатом специального обучения, так как ораторское искусство и политика им изучались поверхностно. В 440-е годы до н. э. он общался с софистами, которые первыми начали обучать красноречию и от которых Перикл мог многое почерпнуть.

## Образ Перикла в культуре и искусстве

### В аттической комедии
В числе первых литературных произведений, в которых фигурирует Перикл, были комедии, написанные его современниками. Особенностью древней аттической комедии в целом была нацеленность на критику современных политиков и других примечательных личностей, на обсуждение злободневных вопросов; поэтому Перикл, самый выдающийся афинянин своей эпохи, много раз оказывался в центре внимания драматургов. Комедии стали важным источником биографических сведений о нём. Произошло это в том числе благодаря Плутарху, включившему в свой рассказ о Перикле множество цитат из комедиографов. Этот автор заложил основу традиции и обеспечил сохранность большинства известных на данный момент текстовых фрагментов, в которых упоминается «первый гражданин».
Одной из важных тем для насмешек комедиографов стала внешность Перикла, а именно необычная продолговатая форма его головы (согласно альтернативной версии, речь о лысине). Перикла называли «лукоголовым» (др.-греч. σχινοκέφαλος) и «головоносцем» (др.-греч. κεφαληγερέτης) по аналогии с «тученосцем» Зевсом.
Более серьёзный и значимый мотив — тема чрезмерной власти, которой обладал Перикл. Политика сравнивали со сцены с тираном Писистратом, а его окружение называли «новыми писистратидами». Драматург Телеклид в одной из своих комедий перечисляет необыкновенно широкие полномочия Перикла, по-видимому, обвиняя его в тиранической политике по отношению к членам Афинского морского союза. Аристофан в «Облаках» высмеивает практику, при которой Перикл обосновывал перед Народным собранием траты больших сумм словами: «На необходимое» . Комедиограф обыгрывает это так:
Фидиппид: А туфли! Горемыка! Их куда ты дел?
Стрепсиад: Да как Перикл, «на надобности важные».
Особый интерес к личности Перикла был у Кратина (есть даже гипотеза, что этот комедиограф ненавидел «первого гражданина»). Инвективы в адрес политика исследователи находят в сохранившихся фрагментах комедий «Фракиянки», «Немесида», «Хироны», «Дионисалександр». В них автор обращает внимание на обилие чужестранцев в окружении Перикла, называет политика тираном и потомком «Смуты и Кроноса», обвиняет в развязывании войны. Перикл, по-видимому, постоянно изображается в образе Зевса, но позже на смену ему приходит образ Перикла-Диониса, «царя сатиров». Этот образ появляется (предположительно) в «Дионисалександре» Кратина, в дальнейшем — в одной из комедий Гермиппа (вероятно, в «Мойрах»).
После смерти Перикла в 429 году до н. э. его личность продолжала интересовать комедиографов. Так, Аристофан в двух своих пьесах обвинил «первого гражданина» в развязывании кровопролитной войны со Спартой. В «Мире» он связывает начало конфликта с желанием Перикла отвлечь внимание народа от своих близких, в «Ахарнянах» пересказывает анекдот, согласно которому разрыв Афин с Мегарами, послуживший одним из поводов к Пелопоннесской войне, был непосредственно связан с Аспасией:
Но вот в Мегарах, после игр и выпивки,
Симефу-девку молодёжь похитила.
Тогда мегарцы, горем распалённые,
Похитили двух девок у Аспасии.
И тут война всегреческая вспыхнула,
Три потаскушки были ей причиною.
И вот Перикл, как олимпиец, молнии
И громы мечет, потрясая Грецию.
Демосу явно нравился образ Перикла-разжигателя войны, так как он снимал с граждан моральную ответственность за все последствия конфликта. При этом Аристофан относился к «первому гражданину» со значительно большим почтением, чем, например, к демагогу Клеону.
В 410-х годах до н. э. Перикл стал персонажем комедии Евполида «Демы». В этой пьесе он — один из великих политиков прошлого (наряду с Солоном, Мильтиадом и Аристидом), которые могли бы спасти Афины, оказавшиеся в критическом положении. Евполид, по-видимому, отдаёт должное Периклу как политику и оратору, но в то же время повторяет распространённые насмешки в адрес его внешности, обвинения в корыстолюбии и в склонности к тирании. К ним драматург добавил издёвку над «незаконнорождённостью» Перикла Младшего.
Исследователи констатируют, что аттические комедии — очень специфический жанр. В этих произведениях происходили гиперболизация и доведение до абсурда определённых черт персонажей; однако в то же время должна была сохраняться связь с реальностью, потому что в противном случае комическая составляющая была бы потеряна. Это означает, что комедии могут использоваться как ценный источник данных о Перикле и об отношении к этому политику афинского демоса. По-видимому, они сыграли важную роль и в формировании образа Перикла для последующих эпох. В частности, благодаря Аристофану укоренились представления о «первом гражданине» как виновнике Пелопоннесской войны.

### В произведениях античных историков и философов
«Отец истории» Геродот, принадлежавший к числу друзей и собеседников Перикла, только один раз упоминает его в своём произведении. Это упоминание не настолько комплиментарно, как можно было ожидать: историк рассказывает, что Агариста за несколько дней до появления Перикла на свет увидела сон о рождении льва. Речь здесь идёт о довольно распространённом в античную эпоху сюжете. Предполагалось, что знамения такого рода указывают на будущее величие и «львиный» характер ребёнка, но в то же время они заставляли воспринимать дитя как источник скрытой и неясной угрозы в будущем.
В изображении ряда других историков V века до н. э. Перикл предстаёт как носитель ряда отрицательных черт: это жестокий и циничный политик, жаждущий власти и притесняющий афинских союзников. Именно так его описывают Ион Хиосский и Стесимброт Фасосский, которые в этом вопросе оказываются близки к комедиографам. По словам Сергея Аверинцева, Стесимброт превратил «почтенную фигуру» Перикла в «гротескную маску», сделав этого политика «героем пикантных анекдотов и тайным злодеем».
Фукидид
Для государственной деятельности Перикла считали наиболее достойным. Пока Перикл в мирное время стоял во главе города, он всегда управлял мирно и справедливо, прочно укреплял его безопасность, и при нём город достиг вершины могущества. Когда же началась война, то оказалось, что он также правильно оценил её важность и значение… После его кончины афиняне убедились в том, насколько правильны были его расчёты и предвидения относительно хода войны… Перикл, как человек, пользовавшийся величайшим уважением сограждан за свой проницательный ум и несомненную неподкупность, управлял гражданами, не ограничивая их свободы, и не столько поддавался настроениям народной массы, сколько сам руководил народом. Не стремясь к власти неподобающими средствами, он не потворствовал гражданам, а мог, опираясь на свой авторитет, и резко возразить им. Когда он видел, что афиняне несвоевременно затевают слишком дерзкие планы, то умел своими речами внушить осторожность, а если они неразумно впадали в уныние, поднять их бодрость. По названию это было правление народа, а на деле власть первого гражданина. Из преемников Перикла ни один не выдавался как государственный деятель среди других, но каждый стремился к первенству и поэтому был готов, потакая народу, пожертвовать даже государственными интересами.
Из писателей, современных Периклу, позитивно его оценивает только один — Фукидид. Этот автор участвовал в Пелопоннесской войне, был знаком с Периклом, и его «История» ценна в том числе как рассказ свидетеля и участника описываемых событий. «Первый гражданин» действует только в двух книгах из восьми, но при этом является ключевым героем. В изображении Фукидида он демонстрирует политическую мудрость и целеустремлённость, бескорыстие, готовность пожертвовать собой во имя родины. Его сограждане неразумны и слабы, им сложно выдержать тяготы военного времени, но Перикл как мудрый наставник утешает их, вдохновляет и ведёт дальше по пути, которому нет альтернатив.
Фукидид уверен, что Перикл не виноват в развязывании Пелопоннесской войны и что его стратегия на первом этапе конфликта была абсолютно правильной. Фактически «первый гражданин» изображён в «Истории» как идеал политика и полководца: у него нет недостатков, его решения всегда верны, и Афины, по-видимому, проиграли войну (по мнению Фукидида) только потому, что преемники Перикла оказались недостойны его.
Неслучайно, что именно в уста «первого гражданина» Фукидид вложил самую объёмную и самую значимую из включённых в «Историю» речей — «Надгробную речь», ставшую хрестоматийной характеристикой афинской демократии.
Сократическая литература. Платон и Аристотель
Для писателей IV века до н. э. Перикл не был какой-то исключительной фигурой. Так, Платон и Аристотель рассматривали его всего лишь как одного из многочисленных афинских демагогов, виновных в деградации демократии. Платон в своих диалогах неоднократно подчёркивает выдающиеся мудрость и ораторские способности Перикла, называет его тем, кто «превзошёл всех в красноречии». При всём этом Платон констатирует, что Перикл не был искусным государственным деятелем: по завершении его правления афиняне стали «более дикими» и «несправедливыми».
Аристотель в своей «Афинской политии» уделил Периклу очень мало внимания. Однако именно этот автор первым описал раннюю политическую карьеру Перикла.
Плутарх
В эллинистическую эпоху Перикла по-прежнему считали недостойным быть в одном ряду с великими деятелями прошлого — Мильтиадом, Фемистоклом или Кимоном. В частности, римлянин Корнелий Непот не включил биографию Перикла в свой труд «О знаменитых людях». Образ афинского «первого гражданина» оставался разработанным очень схематично — в отличие, например, от образов Алкивиада или Александра Македонского .
Всё изменилось благодаря греческому писателю I—II веков н. э. Плутарху, который включил биографию Перикла в свои «Сравнительные жизнеописания» . В той же диаде (паре) оказалась биография Квинта Фабия Максима Кунктатора — римского полководца времён Второй пунической войны. По мнению Плутарха, эти исторические деятели были схожи «как в других своих добродетелях, так прежде всего в своих мягкости и справедливости, а также тем, что оказались способными сносить несправедливые суждения народа и сотоварищей по должности, чем и сослужили каждый своему отечеству великую службу».
В «Сравнительных жизнеописаниях» происходят новая идеализация и, по выражению С. С. Аверинцева, «ремонументализация» образа Перикла. Высоко оценивая Фукидида, Плутарх солидарен с ним в отношении к «первому гражданину». Причём он ставит в заслугу Периклу не только политические и военные успехи, но и культурный расцвет Афин, строительную программу на Акрополе и создание плеяды ведущих интеллектуалов эпохи. В целом жизнеописание Перикла является одним из лучших в его цикле «Сравнительные жизнеописания».

### В античном изобразительном искусстве
Известно, что на Афинском Акрополе как минимум до II века н. э. стояла статуя Перикла. Плиний Старший приписывает её скульптору Кресилаю (Кресилу), и в Афинах действительно была найдена надпись с этим именем. Однако существует мнение, что буквы в этой надписи слишком мелкие и что она должна относиться к другому скульптурному изображению, меньшему по размерам.
Точных данных о том, как выглядела статуя, в сохранившихся источниках нет; возможно, Перикл был изображён с оружием и в доспехах. Сохранились копии головы статуи, одна из которых хранится в Ватикане, другая — в Британском музее. Это изображения человека с правильными чертами лица, с глубоко посаженными глазами, впалыми щеками и крупным носом, с короткой ухоженной бородой. Череп удлинённый, его венчает сдвинутый на затылок коринфский шлем. По данным Плутарха, скульпторы почти всегда изображали Перикла в таком шлеме, так как «не хотели представлять его в позорном виде»: голова у «первого гражданина» была «продолговатая и несоразмерно большая». Впрочем, есть мнение, что афинских стратегов принято было изображать в шлемах, а Плутарх об этом просто не знал.
Сохранились и копии созданного Фидием щита, на котором была изображена схватка греков с амазонками. Перикл, по одной из версий, здесь предстаёт в образе гоплита, причём только он в полном вооружении. Плутарх называет это изображение «прекрасным»: «Рука Перикла, державшая поднятое копьё перед лицом, сделана мастерски, как будто хочет прикрыть сходство, но оно видно с обеих сторон».

### В историографии
Перикл является одним из наиболее изучаемых персонажей в антиковедении: к началу XXI века ему посвящены десятки монографий и огромное множество научных статей. Такая популярность связана с несколькими факторами. Один из них — высокая репутация Фукидида, сформировавшаяся ещё в античности и признанная большинством учёных Нового и Новейшего времени. Представления этого историка о Перикле как главном деятеле эпохи и безусловно позитивной фигуре существенно повлияли на антиковедение.
Схожее значение имели «Сравнительные жизнеописания» Плутарха, которые пользовались огромной популярностью, начиная с эпохи Возрождения. Интерес образованной публики к этому труду был тесно связан с её преклонением перед выдающимися деятелями античности; в числе таковых был и Перикл, с именем которого Плутарх связывает культурный расцвет Афин.
Научный интерес к Периклу проявился, по мнению немецкого историка В. Вилля, в XVIII веке, и это было связано с именем Иоганна Иоахима Винкельмана — автора классической «Истории искусства древности». Именно этот писатель ввёл в обиход понятие «эпоха Перикла» или «Периклов век», которое ассоциируется с периодом наивысшего расцвета Древней Греции, пиком могущества Афин и всем «золотым пятидесятилетием» в истории Эллады. «Самым благодатным временем для искусства в Греции, а в особенности в Афинах, были те сорок лет, когда Перикл, так сказать, управлял республикой», — пишет Винкельман, а ниже добавляет: «То был золотой век искусства, когда общее согласие помогало работе, а общественное признание и награждение заслуг сводило на нет происки завистников». Перикл стал символом этой прекрасной эпохи и классической античности в целом.
В итоге сформировалась устойчивая панегирическая традиция о Перикле, великом политике эпохи расцвета. «Первого гражданина» высоко оценивали представители всех основных идейных течений. Так, либералы увидели в нём создателя и лидера первого в истории демократического режима, человека, который ещё в глубокой древности сформулировал (в «Надгробной речи» у Фукидида) основные положения либерально-демократической идеологии: о свободе частной и общественной жизни, о всеобщем равенстве перед лицом закона, о власти большинства, о необходимости открытых политических дискуссий.
Положительно относились к Периклу и сторонники тоталитарных режимов — в частности, учёные нацистской Германии. Для них античный политик был выразителем «арийского» духа эллинов, идеальным вождём («фюрером») афинян, экспансионизм Афин в его эпоху сравнивали с политикой Гитлера. Нацисты видели в Перикле не демократа, а авторитарного вождя, виртуозно использовавшего народовластие как ширму («По названию это была власть народа, а на деле власть первого гражданина», — писал Фукидид). При этом существует мнение, что умение Перикла править единолично, сохраняя демократические институты, импонировало и продолжает импонировать политикам всех типов, включая либералов. Советские исследователи писали о «первом гражданине» с симпатией как о деятеле, проводившем политику в интересах «широких народных масс».
В целом сложившийся в историографии образ Перикла может считаться идеализированным. Регулярно предпринимаются попытки изменить устоявшиеся оценки — полностью или частично. Сторонники альтернативных точек зрения заявляют, что за Периклом не числятся какие-либо грандиозные личные достижения, что у панегиристов речь идёт, как правило, об эпохе в целом, а не о заслугах одного человека. Они частично повторяют упрёки политических оппонентов «первого гражданина», обращают внимание на некоторые неоднозначные поступки Перикла, находят в источниках указания на его эгоистичность, мстительность, стремление унизить врага.
Развивая тему гипотетических различий между реальным Периклом и тем образом, который создали античные классики, некоторые учёные предлагают альтернативные трактовки текста Фукидида. Существует мнение, что «История» этого автора не представляет собой что-то единое с идейной точки зрения: она могла писаться долго, и взгляды Фукидида на Перикла могли за это время существенно измениться. В целом чаще всего критично по отношению к «первому гражданину» настроены германские учёные (англо- и франкоязычные антиковеды относятся к нему, как правило, позитивно). Апогей «демифологизации» Перикла — монография Ш. Шуберта, в которой автор дезавуирует понятие «Периклов век» и отрицает заслуги политика перед Афинами.
Как правило, исследователи признают, что именно при Перикле и во многом благодаря ему сформировалась афинская демократия в её классическом виде. Антиковед Э. Д. Фролов отмечает парадоксальный характер реформаторской деятельности Перикла: последний был одним из тех афинских аристократов, которые делали демократические институты средством для достижения личной власти, из-за этого вступали в конфликт с общиной и терпели поражение; если смотреть с другой стороны, демократия использовала аристократических лидеров для своего усиления и устраняла их, когда они становились ненужными. «Первый гражданин» продержался дольше других (Солона, Клисфена, Ксантиппа). Одни учёные уверены, что, несмотря на разрыв сословных связей и постоянную ориентацию на демос, он сохранял преданность аристократическим идеалам, другие — что ради карьеры он от этих идеалов сознательно отказался и тем самым предопределил смену культурно-политической парадигмы в отдельно взятом полисе. После Перикла к политическим вершинам в Афинах стремились либо знатные авантюристы, лишённые принципов (классический пример — Алкивиад), либо безродные демагоги, в связи с чем Туманс называет Перикла «последним великим аристократом у власти».
Учёные обращают внимание на упорство и расчётливость, проявленные Периклом при выстраивании карьеры. Эти качества наряду со старательной работой «первого гражданина» над своим имиджем дают основания для того, чтобы считать его профессиональным политиком — возможно, первым в истории. Существует мнение, что и в военном деле Перикл был новатором: вопреки идеалам аристократической доблести он избегал риска, без уверенности в победе предпочитал открытому сражению взятие городов измором (как в случае с Самосом) или уход в глухую оборону, как во время Пелопоннесской войны, активно использовал современные технологии (осадные машины). Война для него была не выходом в поле для честного боя, а поиском оптимального решения поставленных задач. Перикл не боялся даже полностью порвать с военной традицией — например, когда разработал не имевший аналогов план эвакуации населения Аттики под защиту Длинных стен и ударов по берегам Пелопоннеса. В связи с этим В. С. Сергеев называет его «незаурядным стратегом». Встречаются и другие оценки: так, И. Е. Суриков и немецкий антиковед М. Клаусс пишут об отсутствии у Перикла-полководца заметных достижений.

### В искусстве Нового и Новейшего времени
Парадоксальным образом, несмотря на пристальный интерес к Периклу в историографии, его личность не привлекла такого же внимания художников и писателей Нового и Новейшего времени. Их больше интересовали связанные с «первым гражданином» персонажи — Аспасия, Сократ, Геродот, Фидий и другие. Так, в монографии «Historische Gestalten der Antike. Rezeption in Literatur, Kunst und Musik» «Перикл» перенаправляется на статью об «Аспасии».
В литературе авторов зачастую больше интересуют не организаторские и дипломатические способности Перикла, а нюансы его взаимоотношений с Аспасией. Например, английская писательница XVII века Б. Мэйкин, которую считают одной из первых, заговоривших о праве женщин на образование, назвала Аспасию музой Перикла. По её мнению, именно Аспасия превратила своего возлюбленного из великого воина в блестящего оратора, государственного деятеля и философа. В 1876 году австрийский драматург Р. Гамерлинг опубликовал роман «Аспасия», где постарался воссоздать ментальные стереотипы представителей различных слоёв древнегреческого общества. В этом произведении автор дал имя первой жене Перикла, назвав её Телезиппой. Впоследствии это имя использовали и другие писатели. В 1912 году француз Ж.-М. Лентильон написал трагедию «Аспасия» в духе неоклассицизма. Перикл стал одним из главных героев в исторических романах Г. Д. Гулиа («Человек из Афин») и А. И. Домбровского («Перикл»).
Художники изображали Перикла осматривающим произведения искусства. Этот сюжет использовали Луи Гектор Леру («Перикл и Аспасия в мастерской Фидия», 1811/13), Л. Альма-Тадема («Фидий показывает фрески Парфенона своим друзьям», 1868). Момент, когда Перикл произносит свою Надгробную речь, изображён на картине 1852 года Филиппа фон Фольца.
Перикл является персонажем нескольких фильмов: «Die Frauen des Herrn S.» (ФРГ, 1951, в роли Перикла Оскар Сима), «The War That Never Ends» (1991, в роли Перикла Бен Кингсли) и «Empires: The Greeks — Crucible of Civilization» (2000, в роли Перикла Джеффри Денч).

### Исследования
- Аверинцев С. С. Плутарх и античная биография. — М.: Наука, 1973. — 280 с.
- Афонасин Е. В. Протагор из Абдер. Фрагменты и свидетельства // Scholae. Философское антиковедение и классическая традиция. — 2020. — Т. 14, вып. 1. — С. 309—338. — doi:10.25205/1995-4328-2020-14-1-309-338.
- Баклер Д. Спарта, Фивы, Афины и равновесие сил в Греции (457—359 гг. до н. э.) // Межгосударственные отношения и дипломатия античности. Учебно-методический комплекс. Ч. 1. — 2000. — С. 75—94. — ISBN 5-93139-066-9.
- Белох К. Ю. Греческая история: в 2 т. / пер. с нем. М. О. Гершензона; под ред. и со вступ. ст. Ю. И. Семёнова. — 3-е. — М.: Государственная публичная историческая библиотека России, 2009. — Т. l: Кончая софистическим движением и Пелопоннесской войной. — 512 с. — ISBN 978-5-85209-214-4.
- Бергер А. К. Политическая мысль древнегреческой демократии / Ответственные редакторы А. И. Павловская, С. И. Утченко. — М.: Наука, 1966.
- Борза Ю. История античной Македонии (до Александра Великого) / пер. с англ. М. М. Холода при участии А. Бодрова, О. и В. Иванцовых, 3. Барзах; научная ред. и вступ. статья М. М. Холода; приложения М. М. Холода, Э. Д. Фролова и Ю. Н. Кузьмина. — СПб.: Нестор-История, 2013. — 592 с. — ISBN 978-5-44690-015-2.
- Бузескул В. П. История афинской демократии / Вступ. ст. Э. Д. Фролова; науч. редакция текста Э. Д. Фролова, Μ. М. Холода. — СПб.: ИЦ «Гуманитарная Академия», 2003. — 480 с. — ISBN 5-93762-021-6.
- Бузескул В. П. Перикл: Личность, деятельность, значение. — 2-е. — М.: Книжный дом «ЛИБРОКОМ», 2009. — 120 с. — ISBN 978-5-397-00534-0.
- Винкельман И. История искусства древности. Малые сочинения. — СПб.: Алетейя, Государственный Эрмитаж, 2000. — 800 с. — ISBN 5-89329-260-X.
- Владимирская О. Ю. Демократия Перикла и олигархия Фукидида, сына Мелесия: идеи против политических технологий // МНЕМОН: Исследования и публикации по истории античного мира. — 2015. — Т. 15, № 15. — С. 64—78.
- Владимирская О. Ю. Колония Фурии: панэллинство или инструмент афинской экспансии? // Научный диалог: вопросы философии, социологии, истории, политологии. — 2017. — С. 33—35. — doi:10.18411/spc-01-02-2017-06.
- Гущин В. Р. Архидам и начало Пелопоннесской войны // Исседон — ΙΣΣΕΔΩΝ: Альманах по древней истории и культуре. — 2002. — Т. 1. — С. 53—62. — ISSN 1683-7037.
- Гущин В. Р. Афины на пути к демократии: VIII—V века до н. э.. — М.: Изд. дом Высшей школы экономики, 2021. — 456 с. — (Монографии ВШЭ: Гуманитарные науки). — 500 экз. — ISBN 978-5-7598-2220-2.
- Гущин В. Р. Репетиция «Большой войны»? Афины и Спарта в середине пятого века до нашей эры // Вестник Гуманитарного университета. — 2015. — Вып. 11, № 4. — С. 98—109. — ISSN 2308-8117.
- Гущин В. Р. Эфиальт против Ареопага // Античная цивилизация: политические структуры и правовое регулирование: Доклады международной интернет-конференции  / Отв. ред. В. В. Дементьева. — 2012. — С. 21—44.
- Зайцев А. И. Перикл и его преемники (к вопросу о приёмах политического руководства в древности) // Политические деятели Античности, Средневековья и Нового времени. Индивидуальные и социально-типические черты. Межвузовский сборник. — Л.: Издательство Ленинградского университета, 1983. — С. 23—28.
- Золина Е. Н. Исторический роман и его гуманитарно-образовательный потенциал (на материале немецкой исторической беллетристики второй половины XIX века) // Вестник Ивановского государственного энергетического университета. — 2006. — Вып. 1. — С. 1—5. — ISSN 2072-2672.
- Кембриджская история древнего мира / Под редакцией Д.-М. Льюиса, Дж. Бордмэна, Дж.-К. Дэвиса, М. Оствальда. — М.: Ладомир, 2014. — Т. V. Пятый век до нашей эры. — ISBN 978-5-86218-519-5.
- Дональд Каган. Пелопоннесская война = Donald Kagan. The Peloponnesian War. — М.: Альпина нон-фикшн, 2023. — С. 637. — ISBN 978-5-00223-107-2.
- Курциус Э. История Древней Греции. — Минск: Харвест, 2002. — Т. 2. — 416 с. — ISBN 985-13-1119-7.
- Лурье С. Я. История Греции / Составитель, автор вступительной статьи Э. Д. Фролов. — СПб.: Издательство С.-Петербургского ун-та, 1993. — 658 с. — ISBN 5-288-00645-8.
- Любимцев Ю. Н. Цели и способы организации афинского морского союза. Часть 1 // Вестник Костромского государственного университета. — 2017. — № 3. — С. 9—13. — ISSN 1998-0817.
- Мында Н. Б. Изображение Фидия на щите Афины Парфенос и героизация скульптора // Преподаватель XXI век  / Московский педагогический государственный университет. — 2009. — № 1—2. — С. 346—352. — ISSN 2073-9613.
- Печатнова Л. Г. Способы отрешения от власти спартанских царей // Мнемон: Исследования и публикации по истории античного мира. — 2009. — № 8. — С. 65—102. — ISSN 1813-193X.
- Родс П. Д.[англ.]. Кому принадлежала власть в демократических Афинах? // Вестник древней истории. — 1998. — Вып. 226, № 3. — С. 16—26.
- Рожанский И. Д. Анаксагор: У истоков античной науки. — М.: Наука, 1972. — 320 с. — 6200 экз.
- Рожанский И. Д. Анаксагор. — М.: Мысль, 1983. — 142 с. — (Мыслители прошлого).
- Рунг Э. В. Греция и Ахеменидская держава: История дипломатических отношений в VI — IV вв. до н. э.. — СПб.: Факультет филологии и искусств СПбГУ; Нестор-История, 2008. — 484 с. — (Историческая библиотека). — ISBN 978-5-98187-292-1.
- Рунг Э. В. Писсуфн и Афины: перипетии взаимоотношений // МНЕМОН. Исследования и публикации по истории античного мира  / Под редакцией профессора Э.Д. Фролова. — СПб., 2011. — Вып. 10. — С. 57—72.
- Рыканцова О. А. Образ Перикла в древнеаттической комедии // Учёные записки Казанского университета. Серия Гуманитарные науки. — 2020. — Т. 162, № 3. — С. 56—71. — ISSN 2500-2171. — doi:10.26907/2541-7738.2020.3.56-71.
- Сергеев В. С. История Древней Греции / Под общей редакцией Э. Д. Фролова. — СПб.: Полигон, 2002. — 704 с. — ISBN 5-89173-171-1.
- Стрелков А. В. Перикл // Большая российская энциклопедия. — 2004.
- Строгецкий В. М. Античная традиция о причинах Пелопоннесской войны и отношение к ней в современной западноевропейской историографии // Вестник древней истории. — 1984. — № 4. — С. 114—123.
- Строгецкий В. М. Полис и империя в классической Греции: Учебное пособие. — Н. Новгород: НГПИ им. М. Горького, 1991. — 244 с.
- Строкин В. Л. Перикл и боспорский «Гордиев узел» // Проблемы истории, филологии, культуры. — Москва—Магнитогорск, 2013. — Вып. 4. — С. 140—167.
- Сукало А. А. Социальные девиации: проституция и гетеризм в культурно-досуговом ракурсе // Вестник Санкт-Петербургского государственного института культуры. — 2016. — Вып. 26, № 1. — С. 73—79. — ISSN 2619-0303.
- Суриков И. Е. Античная Греция: политики в контексте эпохи: время расцвета демократии. — М.: Наука, 2008. — 383 с. — ISBN 978-5-02-036984-9.
- Суриков И. Е. Античная Греция: политики в контексте эпохи. Година междоусобиц. — М.: Русский Фонд Содействия Образованию и Науке, 2011. — 328 с. — ISBN 978-5-91244-030-4.
- Суриков И. Е. Винкельман — Ницше — Гитлер: «Немецкая античность» и складывание нацистской идеологии // История и современность. — 2012. — № 1. — С. 192—207.
- Суриков И. Е. Историко-географические проблемы Понтийской экспедиции Перикла // Вестник древней истории. — 1999. — Вып. 229, № 2. — С. 98—114. — ISSN 0321-0391.
- Суриков И. Е. К интерпретации имени Арифрона на острака // Вестник древней истории. — Наука, 2000. — № 4 (235). — С. 73—78. — ISSN 0321-0391.
- Суриков И. Е. Ксантипп, отец Перикла: штрихи к политической биографии // Проблемы истории, филологии, культуры. — Москва—Магнитогорск, 2000. — Вып. 8. — С. 100—109. — ISBN 5-86781-187-5.
- Суриков И. Е. Остракизм в Афинах / Маринович Л. П.. — М.: Языки славянских культур, 2006. — 640 с. — 800 экз. — ISBN 5-9551-0136-5.
- Суриков И. Е. Перикл и Алкмеониды // Вестник древней истории. — 1997. — Вып. 223, № 4. — С. 14—35.
- Туманс Х. Перикл на все времена // Вестник РГГУ. Серия: Литературоведение. Языкознание. Культурология. — 2010. — Вып. 53, № 10. — С. 117—154. — ISSN 2073-6355.
- Хафнер Г. Выдающиеся портреты античности. — М.: Прогресс, 1981. — 303 с.
- Шевцов С. П. Определение мировоззренческого основания образа Перикла в «Истории» Фукидида // Научное мнение. — 2018. — № 4. — С. 101—109. — ISSN 2222-4378.
- Шофман А. С. История античной Македонии. — Казань: Издательство Казанского университета, 1960. — Т. 1: Доэллинистическая Македония. — 300 с.
- Цуканова М. А. Аристотель о периоде главенства ареопага после 480 г. до н. э. (К истолкованию «τὰ ἐπίθετα» в «Афинской политии», 25, 2) // Античный мир и археология. — 1972. — Т. 1, № 1. — С. 143—154. — ISSN 0320-961X.
- Ярхо В. Н. Древняя аттическая комедия // История всемирной литературы: В 9 томах / Ред. коллегия тома: И.С.Брагинский(ответственные ред.), Н.И.Балашов, М.Л.Гаспаров, П.А.Гринцер. — М.: Наука, 1983. — Т. 1. — С. 370—372.
- Badian E. From Plataea to Potidaea. Studies in the History and Historiography of the Pentecontaetia. — Baltimore; London: Johns Hopkins University Press, 1993. — 264 p. — ISBN 9780801844317.
- Bicknell P. J. Axiochos Alkibiadou, Aspasia and Aspasios (англ.) // L'Antiquité Classique. — 1982. — Vol. 51. — P. 240—250. — JSTOR 41652643.
- Bloedow E.[нем.]. Archidamus the “Intelligent” Spartan (англ.) // Klio. — 1983. — Vol. 65, no. 1—2. — P. 27—49. — doi:10.1524/klio.1983.65.12.27.
- Carawan E. Pericles the Younger and the Citizenship Law (англ.) // The Classical Journal. — The Classical Association of the Middle West and South, Inc. (CAMWS), 2008. — Vol. 103, no. 4. — P. 383—406. — JSTOR 30038002.
- Cawkwell G. Thucydides and the Peloponnesian War (англ.). — London; New York: Routledge, 1997. — ISBN 0-415-16430-3.
- Figueira T. J. Xanthippos, Father of Perikles, and the «Prutaneis» of the «Naukraroi» (англ.) // Historia: Zeitschrift für Alte Geschichte. — Franz Steiner Verlag, 1986. — Bd. 55. — Iss. 3. — P. 257—279. — JSTOR 4435967.
- Fornara C. W., Lewis D. M. On the Chronology of the Samian War (англ.) // The Journal of Hellenic Studies. — The Society for the Promotion of Hellenic Studies, 1979. — Vol. 99. — P. 7—19. — doi:10.2307/630628. — JSTOR 630628.
- Große Gestalten der griechischen Antike. 58 historische Portraits von Homer bis Kleopatra (нем.). — München: C.H.Beck, 1999. — ISBN 3-406-44893-3.
- Hall L. G. H. Ephialtes, the Areopagus and the Thirty (англ.) // The Classical Quarterly. — Cambridge University Press, 1990. — Vol. 40, no. 2. — P. 319—328. — JSTOR 639092.
- Henry M. M. Prisoner of History: Aspasia of Miletus and Her Biographical Tradition (англ.). — New York; Oxford: Oxford University Press, 1995. — ISBN 0-19-508712-7.
- Historische Gestalten der Antike. Rezeption in Literatur, Kunst und Musik. Der Neue Pauly (нем.) / herausgegeben von Möllendorff, Annette Simonis und Linda Simonis. — Stuttgart; Weimar: Verlag J. B. Metzler, 2013. — Bd. Supplemente Band 8. — ISBN 978-3-476-00837-4. — doi:10.1007/978-3-476-00837-4.
- Judeich W.[нем.]. Aspasia 1 // Paulys Realencyclopädie der classischen Altertumswissenschaft :  [нем.] / Georg Wissowa. — Stuttgart : J. B. Metzler’sche Verlagsbuchhandlung, 1896. — Bd. II, 2. — Kol. 1716—1721.
- Kagan D. The Outbreak of the Peloponnesian War. — Ithaka; London: Cornell University Press, 2013. — ISBN 9780801467202.
- Lehmann G. A. Perikles. Staatsmann und Stratege im klassischen Athen (нем.). — München: Beck, 2008.
- Lucchesi M. The First Editions of Plutarch’s Works, and the Translation (англ.) // Brill’s Companion to the Reception of Plutarch / ed. by S. Xenophontos, K. Oikonomopoulou.. — Leiden: Koninklijke Brill, 2019. — P. 443—444.
- Miltner F. Paralos 5 :  [нем.] // Paulys Realencyclopädie der classischen Altertumswissenschaft. — Stuttgart : J.B. Metzler, 1949. — Bd. XVIII, 2. — Kol. 1209.
- Miltner F. Perikles 1 :  [нем.] // Paulys Realencyclopädie der classischen Altertumswissenschaft. — Stuttgart : J.B. Metzler, 1937. — Bd. XIX, 1. — Kol. 748—790.
- Miltner F. Perikles 2 :  [нем.] // Paulys Realencyclopädie der classischen Altertumswissenschaft. — Stuttgart : J.B. Metzler, 1937. — Bd. XIX, 1. — Kol. 790—791.
- Nails Debra[англ.]. Pericles I // The people of Plato: a prosopography of Plato and other Socratics (англ.). — Indianapolis, IN: Hackett Publishing Company, Inc., 2002. — P. 223—227. — ISBN 0-87220-564-9.
- Patterson C. B. Those Athenian Bastards (англ.) // Classical Antiquity. — University of California Press, 1990. — Vol. 9, no. 1. — P. 40—73. — doi:10.2307/25010920. — JSTOR 25010920.
- Ridgway B. S. An Issue of Methodology: Anakreon, Perikles, Xanthippos (англ.) // American Journal of Archaeology. — 1998. — Vol. 102, no. 4. — P. 717—738. — doi:10.2307/506097. — JSTOR 506097.
- Roller D. W. Who Murdered Ephialtes? (англ.) // Historia: Zeitschrift für Alte Geschichte. — Franz Steiner Verlag, 1989. — Vol. 38, no. 3. — P. 257—266. — JSTOR 4436111.
- Schaefer H. Xanthippos 7 :  [нем.] / Georg Wissowa // Paulys Realencyclopädie der classischen Altertumswissenschaft. — Stuttgart : J.B. Metzler, 1967. — Bd. IX, 2. — Kol. 1346—1347.
- Skoczylas F. A. The Concept of Sacred War in Ancient Greece (англ.). — The University of British Columbia, 1987.
- Stockton D. The Death of Ephialtes (англ.) // The Classical Quarterly. — Cambridge University Press, 1982. — Vol. 32, no. 1. — P. 227—228. — JSTOR 638761.
- Wade-Gery H. T. Thucydides the Son of Melesias: A Study of Periklean Policy (англ.) // The Journal of Hellenic Studies. — 1932. — Vol. 52. — Iss. 2. — P. 205—227. — doi:10.2307/625987. — JSTOR 625987.
- Westlake H. D. Individuals in Thucydides (англ.). — Cambridge: Cambridge University Press, 1968. — ISBN 978-0-521-14753-8.